# Tullins
Tullins [tylɛ̃] est une commune française, située dans le département de l'Isère, en région Auvergne-Rhône-Alpes.
Ses habitants sont dénommés les Tullinois
La commune, dont le nom officiel est Tullins, est dénommée uniquement au niveau local sous le nom de « Tullins-Fures » (lié au nom de sa gare ferroviaire). Son territoire se situe dans la basse vallée de l'Isère, à la limite du Voironnais et du Sud-Grésivaudan, entre Grenoble et Valence. La ville est également située dans la zone de culture agricole de la plus grande noyeraie d’Europe, dont la production relève d'une appellation d’origine contrôlée, celle de la noix de Grenoble (obtenue en juin 1938) qui s'étend sur trois départements de la région Auvergne-Rhône-Alpes : Isère, Savoie et la Drôme.
Architecturalement, la ville présente un centre ancien avec des maisons datant des XVIIe et XVIIIe siècles, un Hôtel-Dieu, des XVe et XVIe siècles et une église du XIe siècle et l'ancien village (ou hameau) de Fures présente un patrimoine industriel historique notable.
En 2013, selon le site de la ville, la commune de Tullins a été récompensée par le label « Ville Internet @ ».

## Géographie

### Situation

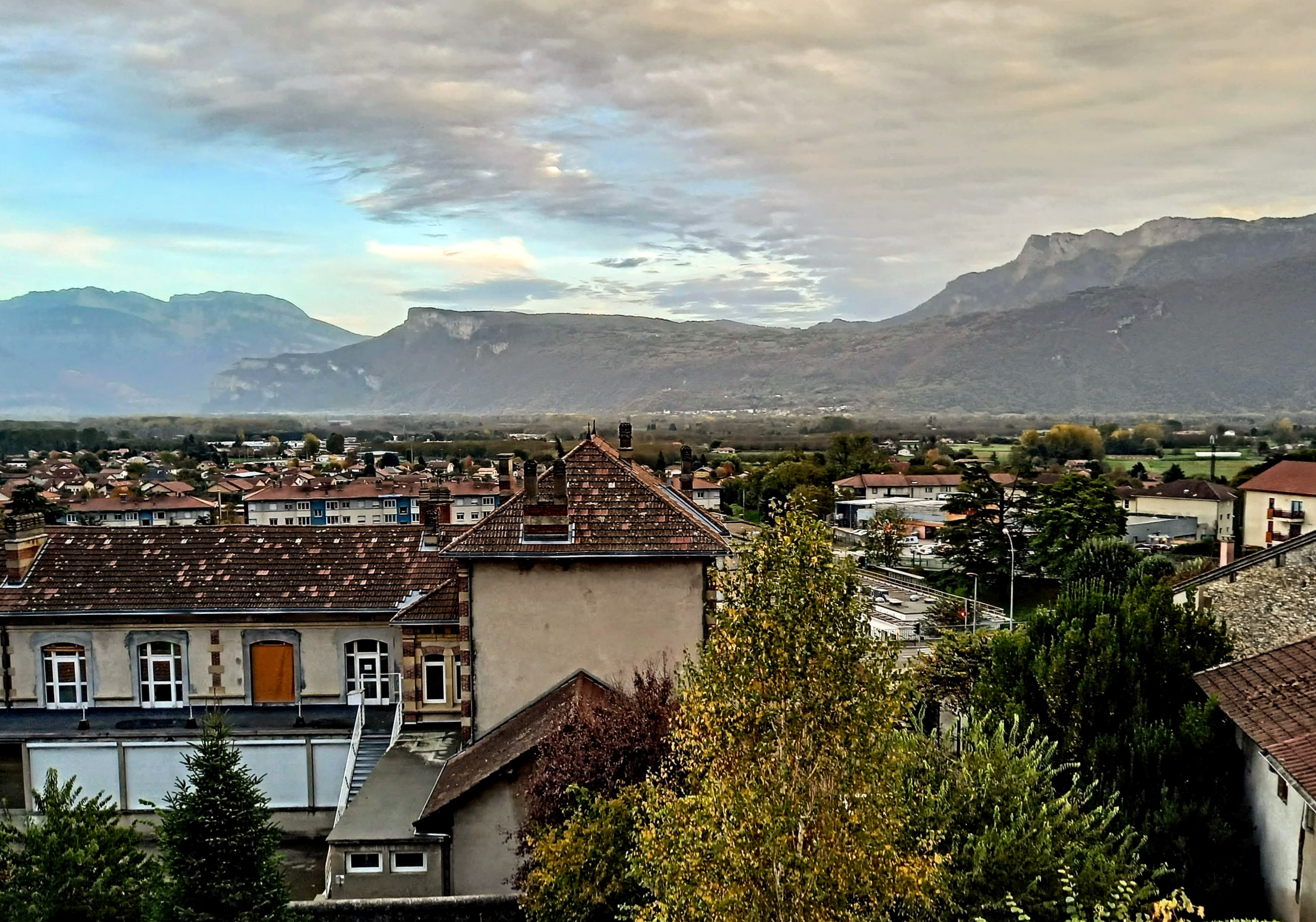
Le Vercors et la Chartreuse depuis le centre de Tullins

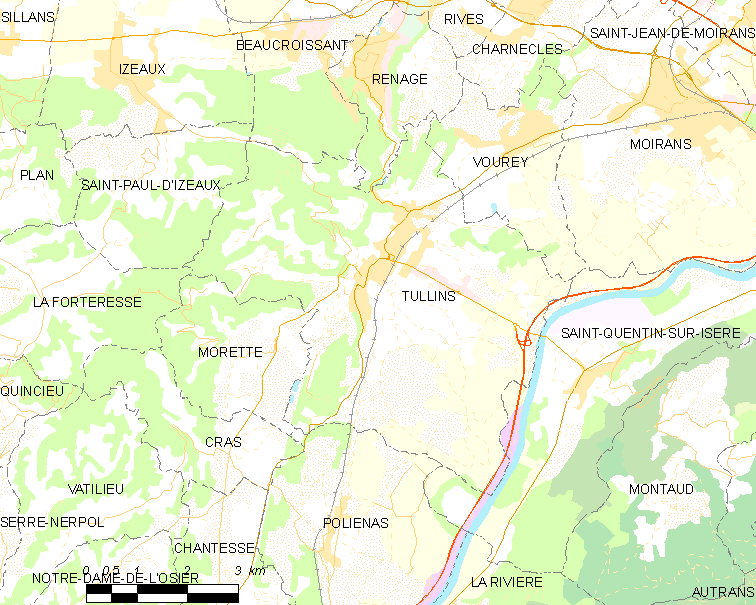
Carte de la commune de Tullins et des communes limitrophes.

Le territoire communal est situé dans le sud-est de la France, et plus précisément dans la vallée de l'Isère à 13 km de Voiron, siège de la communauté d'agglomération du Pays voironnais à laquelle adhère la commune Tullins. Celle-ci est également située (par la route) à 30 km de Grenoble, chef-lieu du département de l'Isère et 87 km, de Lyon, chef-lieu de la région Auvergne-Rhône-Alpes ainsi qu'à 557 km de Paris.
Les villes de Vinay et de Saint-Marcellin, toutes deux situées dans la vallée de l'Isère (c'est-à-dire le même espace géographique du Sud-Grésivaudan), sont respectivement distantes de 13 km et de 23 km de Tullins.
La ville est desservie par l'autoroute A49 reliant Grenoble à Valence dont l'accès se trouve à 3 km du centre-ville, lequel est également situé à 19 km de l'aéroport de Grenoble-Isère.
Proche du village du Varacieux (30min).

### Description
L'agglomération de Tullins se situe à flanc de coteaux, sur les derniers contreforts boisés du plateau de Chambaran.
En contrebas du territoire communal, s’étend la plaine alluvionnaire de l’Isère, partie rurale et agricole de la commune. Celle-ci fut jusqu'à l'époque contemporaine, une assez vaste étendue marécageuse, inondable et dont il subsiste encore de nombreux étangs. La ville présente encore aujourd'hui de nombreux hameaux et lieux-dits.
Son bourg central est assez ancien et abrite de nombreuses petites rues et ruelles. Ce bourg renferme également un patrimoine non négligeable dont l'hôtel de ville, la tour du château et du Clos des Chartreux et diverses maisons classées. Le village de Fures s'est développé depuis l'antiquité le long de la rivière la Fure venant du Lac de Paladru grâce à l'énergie hydraulique tirée de ses multiples roues à eau.

### Géologie
Le territoire de Tullins dans sa partie la plus basse repose essentiellement dans la plaine alluvionnaire de l'Isère et la partie plus élevée correspond à la bordure orientale du plateau de Chambaran. Situé en partie sur la marge nord-occidentale de la plaine alluviale de l'Isère, une grande partie du territoire tullinois est positionné sur un « cône de déjections fluviatiles » édifié par la Fure qui s'écoule pourtant à l'est de son territoire.

#### La vallée de l'Isère

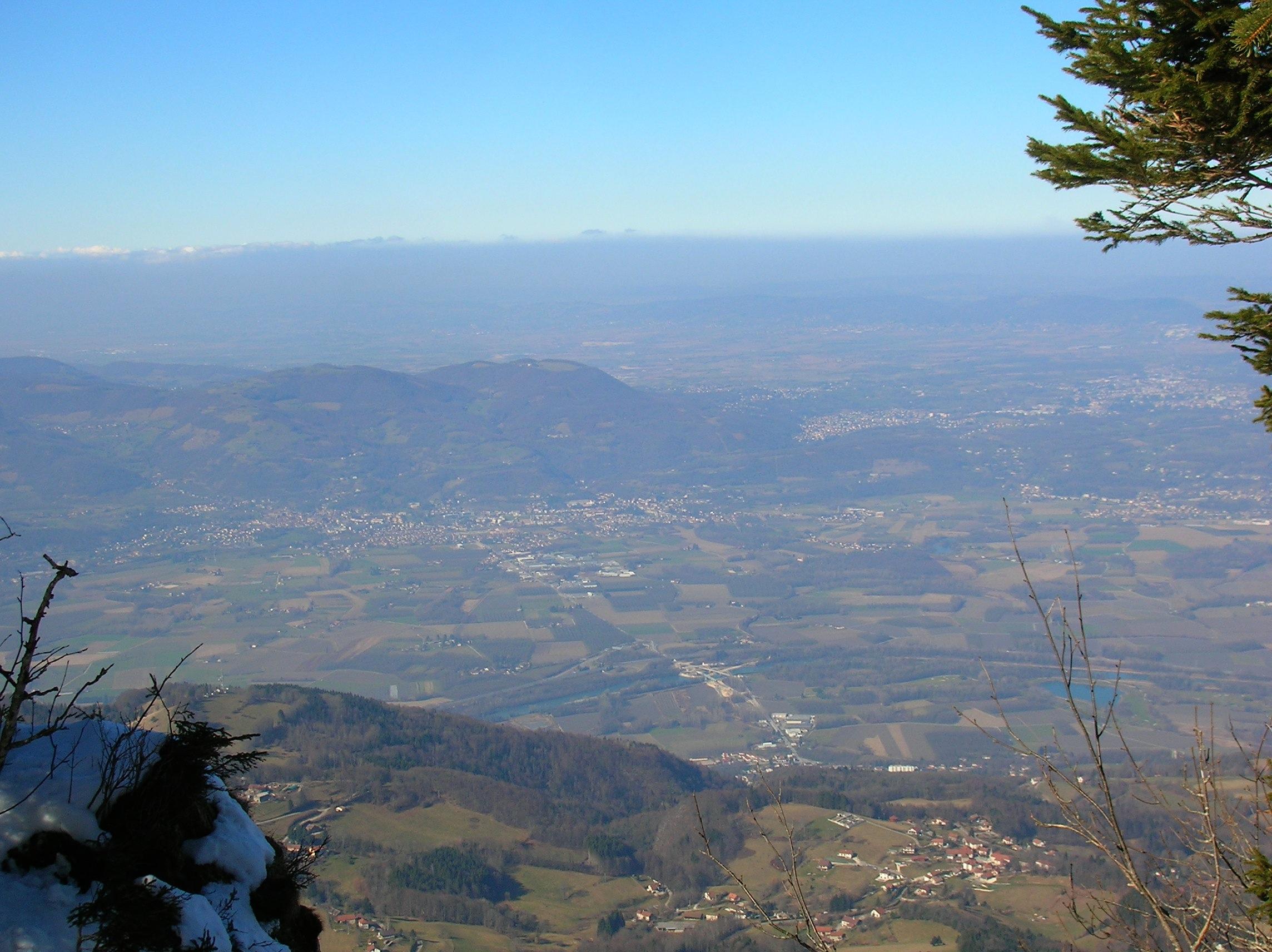
Panorama sur Tullins et la vallée de l'Isère

La vallée de l'Isère, également dénommée Grésivaudan est une ancienne vallée glaciaire. Son profil en auge (fond plat et parois escarpées) a été modelé par des phénomènes glaciaires et post-glaciaires. Le glacier de l'Isère s'installe dans la vallée à la faveur d'un refroidissement climatique. Il s'épaissit et s'étend jusqu'au niveau de Tullins , plaqué contre le Vercors par le glacier du Rhône qui s'étale dans le nord de l'Isère et la plaine lyonnaise.
Lors du dernier réchauffement climatique il y a 10 000 ans, le glacier de l'Isère se retire petit à petit en laissant une vaste dépression devant lui qui se remplit d'eau jusqu'à former un immense lac du même type que les grands lacs italiens (lac Majeur, Lac de Côme, lac de Lugano, etc.), la vallée de l'Isère est entièrement occupée par ce lac, de Tullins jusqu'à Albertville, dont le niveau est légèrement inférieur à l'altitude de la vallée actuelle.
Une fois ce grand lac complètement comblé, la vallée acquiert son visage actuel : un fond plat qui correspond à l'ancienne surface du lac bordé par des parois abruptes et des falaises du côté du massif du Vercors.

#### Le plateau de Chambaran
Le plateau de Chambaran, situé au nord du territoire, est un modeste plateau ondulé est constitué d'une base composée de molasse du miocène, recouverte en grande partie par un placage d'un terrain original.

### Climat
Pour des articles plus généraux, voir Climat d'Auvergne-Rhône-Alpes et Climat de l'Isère.
En 2010, le climat de la commune est de type climat océanique altéré, selon une étude du Centre national de la recherche scientifique s'appuyant sur une série de données couvrant la période 1971-2000. En 2020, Météo-France publie une typologie des climats de la France métropolitaine dans laquelle la commune est exposée à un climat de montagne ou de marges de montagne et est dans la région climatique Alpes du nord, caractérisée par une pluviométrie annuelle de 1 200 à 1 500 mm, irrégulièrement répartie en été.
Pour la période 1971-2000, la température annuelle moyenne est de 12 °C, avec une amplitude thermique annuelle de 18,7 °C. Le cumul annuel moyen de précipitations est de 1 087 mm, avec 9,6 jours de précipitations en janvier et 6,7 jours en juillet. Pour la période 1991-2020, la température moyenne annuelle observée sur la station météorologique de Météo-France la plus proche, « Grenoble-Saint-Geoirs », sur la commune de Saint-Étienne-de-Saint-Geoirs à 11 km à vol d'oiseau, est de 11,5 °C et le cumul annuel moyen de précipitations est de 915,1 mm,. Pour l'avenir, les paramètres climatiques de la commune estimés pour 2050 selon différents scénarios d'émission de gaz à effet de serre sont consultables sur un site dédié publié par Météo-France en novembre 2022.

#### Températures minimales et maximales enregistrées en 2012, 2014 et 2016
- 2012

| Mois                              | jan. | fév. | mars | avril | mai  | juin | jui. | août | sep. | oct. | nov. | déc. |
| --------------------------------- | ---- | ---- | ---- | ----- | ---- | ---- | ---- | ---- | ---- | ---- | ---- | ---- |
| Température minimale moyenne (°C) | 0    | −4,7 | 2,3  | 7     | 10,6 | 14,6 | 15,1 | 15,5 | 11,5 | 8,5  | 3,6  | 0,1  |
| Température maximale moyenne (°C) | 7,2  | 4,2  | 18,4 | 17,6  | 23,4 | 26,9 | 27,7 | 29,5 | 23,2 | 18,1 | 12   | 6,6  |

- 2014

| Mois                              | jan. | fév. | mars | avril | mai  | juin | jui. | août | sep. | oct. | nov. | déc. |
| --------------------------------- | ---- | ---- | ---- | ----- | ---- | ---- | ---- | ---- | ---- | ---- | ---- | ---- |
| Température minimale moyenne (°C) | 1,1  | 2    | 2,7  | 6,8   | 9,2  | 13,9 | 15,1 | 14,3 | 12,1 | 12,6 | 5    | 1,4  |
| Température maximale moyenne (°C) | 8,9  | 11,3 | 12,1 | 16,4  | 19,9 | 27,6 | 24,8 | 25,5 | 24,4 | 21,3 | 13,7 | 7,9  |

- 2016

| Mois                              | jan. | fév. | mars | avril | mai  | juin | jui. | août | sep. | oct. | nov. | déc. |
| --------------------------------- | ---- | ---- | ---- | ----- | ---- | ---- | ---- | ---- | ---- | ---- | ---- | ---- |
| Température minimale moyenne (°C) | 1,6  | 3    | 2,3  | 7,1   | 9,5  | 14,5 | 15,7 | 14,6 | 12,9 | 6,5  | 3,9  | −3,8 |
| Température maximale moyenne (°C) | 9,2  | 11,3 | 13,4 | 17,1  | 21,3 | 25,8 | 28,8 | 29,1 | 26,6 | 16,8 | 11,6 | 6,6  |

### Hydrographie

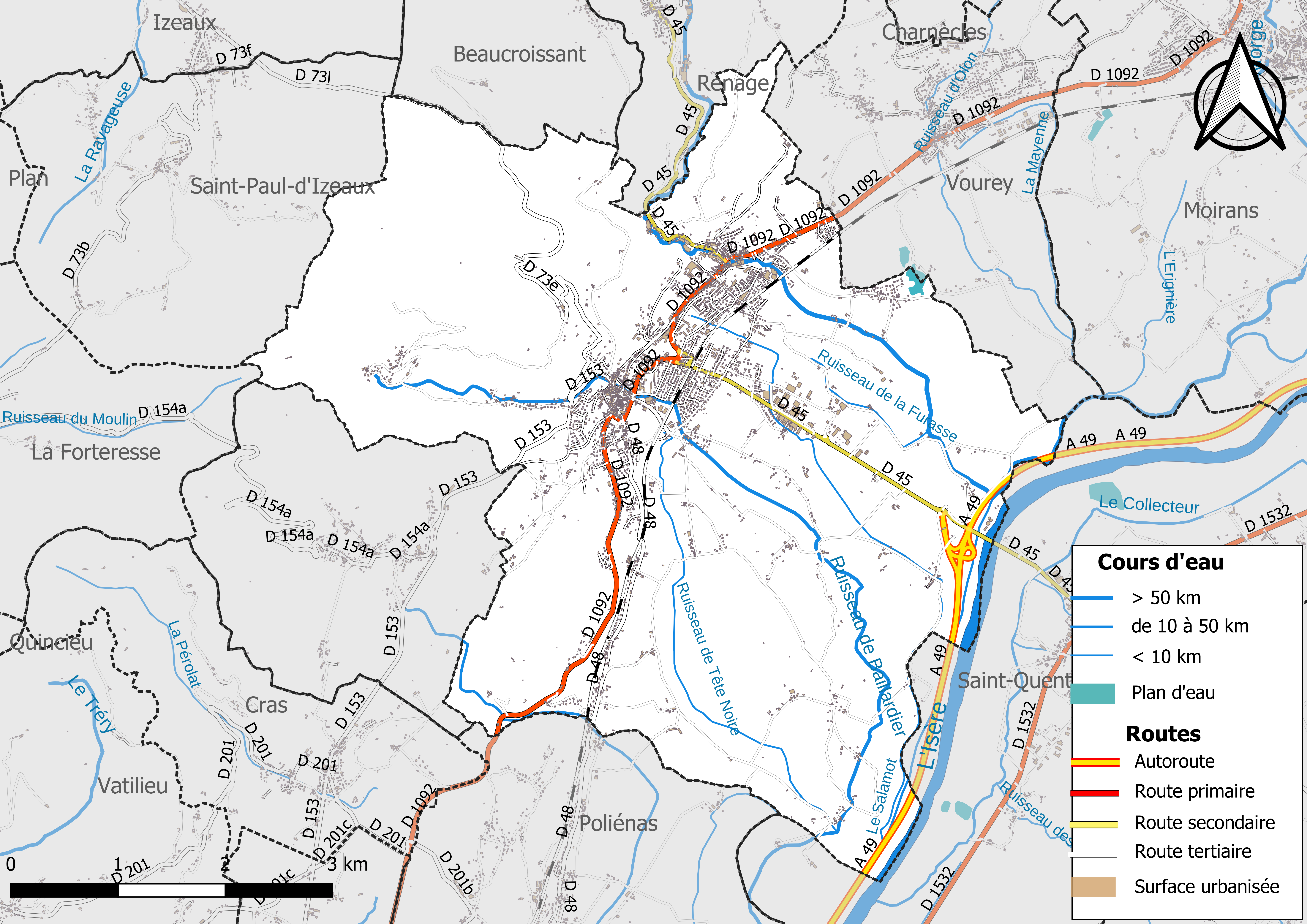
Carte des réseaux hydrographique et routier de la commune de Tullins

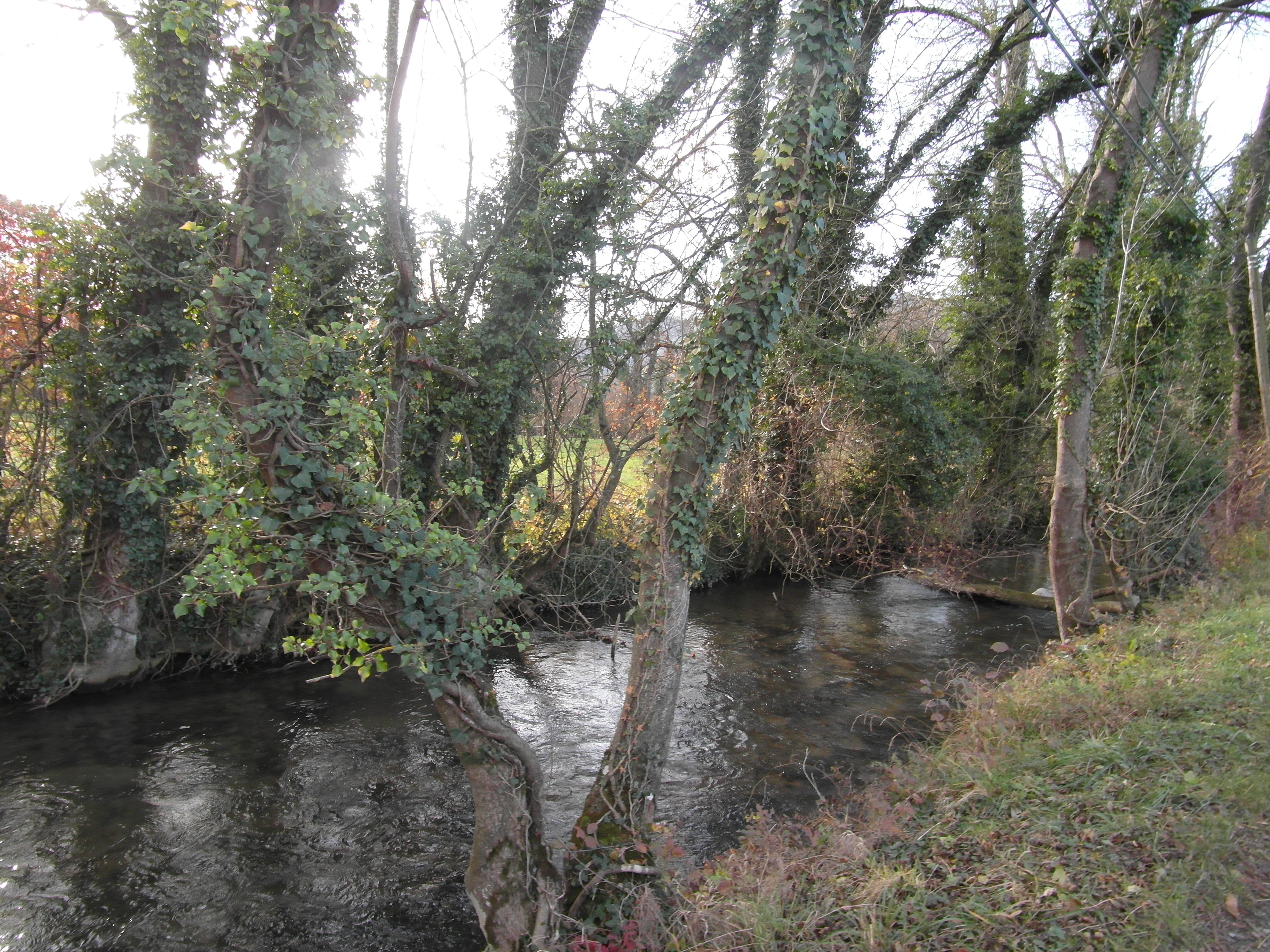
La Fure à Saint-Jean-de-Chépy

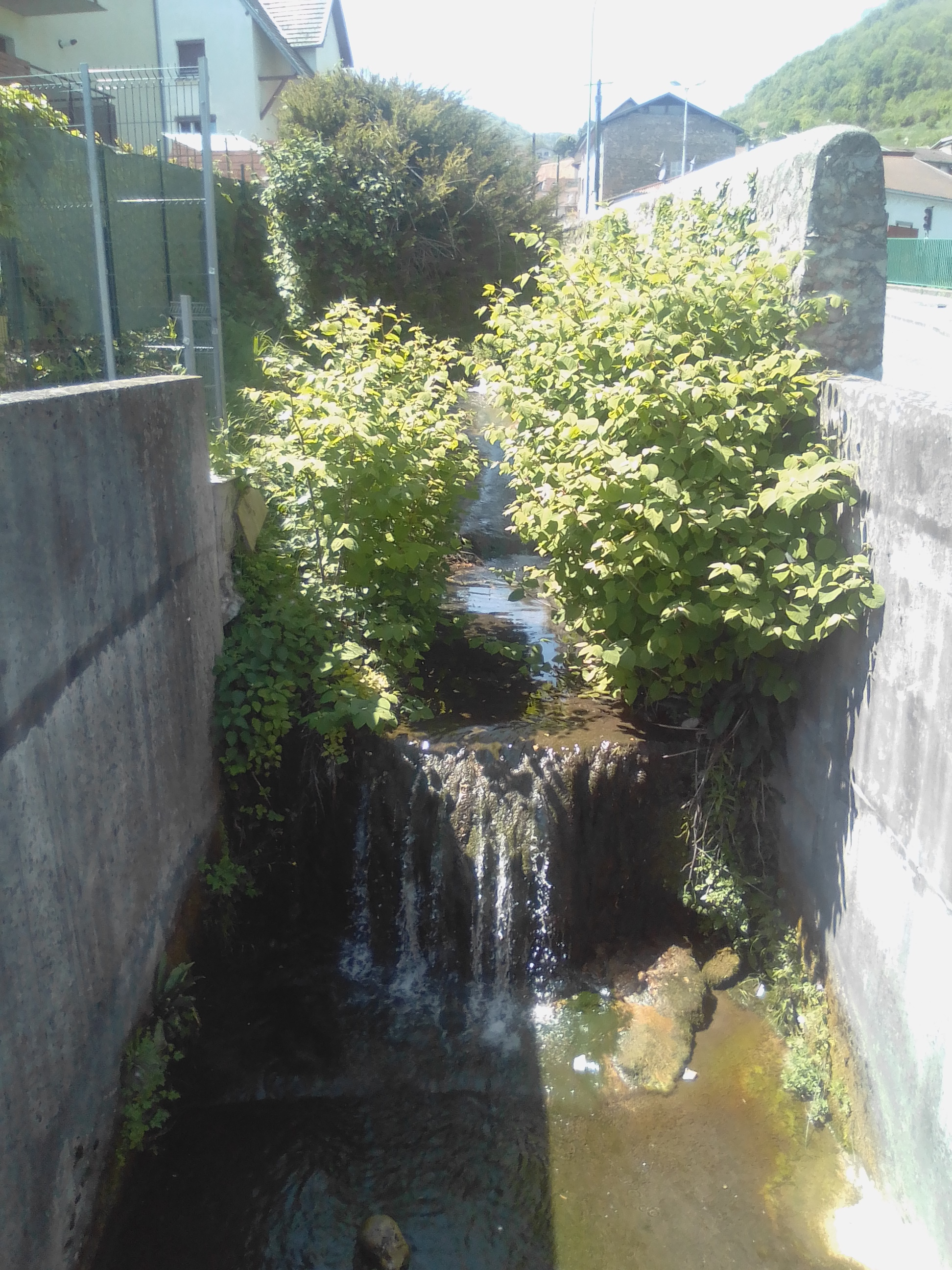
Le Rival à Tullins

Le territoire communal est sillonné de plusieurs cours d'eau : trois rivières dont l'Isère, la Morge, la Fure et quelques rus ou ruisseaux. L'ensemble de ces cours d'eau sont tous des affluents ou sous-affluents de l'Isère.
Le principal cours d'eau de la commune est l'Isère, un des principaux affluents du Rhône, qui borde le sud-est du territoire communal. Cette rivière présente des fluctuations saisonnières de débit assez importantes et typiques d'une alimentation en grande partie nivale, avec des crues de printemps due à la fonte des neiges. Il s'agit donc d'un important cours d'eau drainant toute la vallée et qui, en règle générale, reste d'un débit très abondant tout au long de l'année. Plusieurs ruisseaux et rus se jettent dans l'Isère au niveau de la commune, dont le ruisseau du Martinet, le Ruisseau de Fleuvant et le ruisseau du Canard.
La Morge est un affluent de l'Isère, donc un sous-affluent du Rhône. Elle a un caractère torrentiel et possède un affluent principal qui la rejoint sur le territoire de Tullins, la Fure. Plusieurs ruisseaux et rus se jettent dans la Morge au niveau de la commune dont le ruisseau d'Olon, le ruisseau de Baillardier et le ruisseau des Mortes.
La Fure est un affluent de la Morge et un sous-affluent de l'Isère est un émissaire du lac de Paladru, étendue d'eau située à une dizaine de kilomètres au nord de la commune. Son débit est également de type torrentiel et peut présenter de fortes variations et des crues parfois violentes. Ce cours d'eau a donné son nom à l'ancien village de Fures, quartier situé au nord-ouest du territoire communal d'où le nom officieux utilisé  de Tullins-Fures. Le cours d'eau fut utilisé pour des moulins, pressoirs, forges, textiles, papeteries, ateliers mécaniques et de fabrication de chaussures. Plusieurs ruisseaux et rus se jettent dans la Fure au niveau de la commune dont le ruisseau de la Furasse, d'une longueur de 1,5 km, le ruisseau des Lavures et le ruisseau de Tête Noire.
Le Rival est un ruisseau qui traverse de part en part le bourg central de Tullins, depuis le plateau avant de rejoindre l'Isère.

### Voies routières

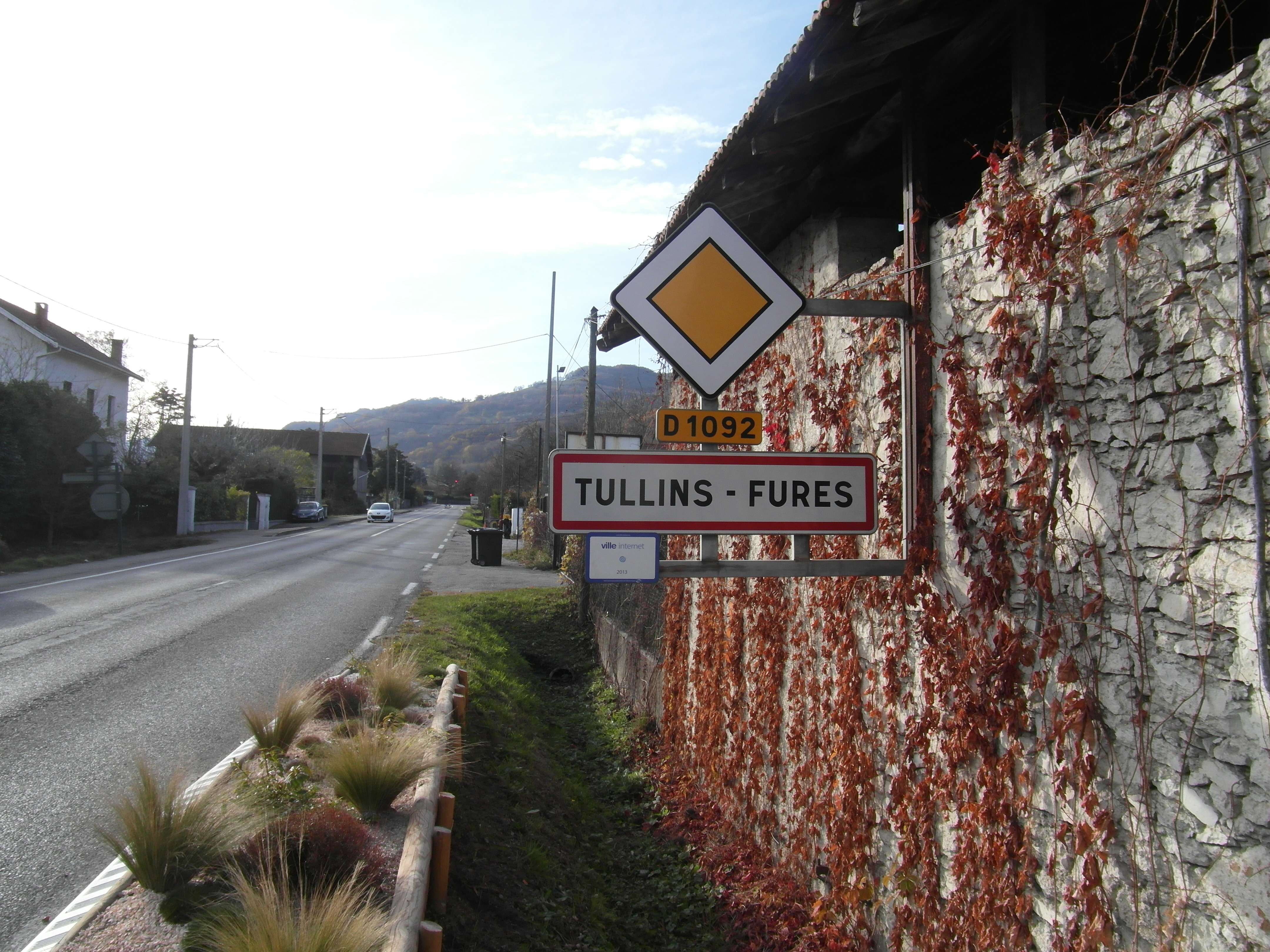
Entrée de Tullins (côté Fures) depuis Vourey (RD 1092)
Le nom de Tullins-Fures est une appellation locale

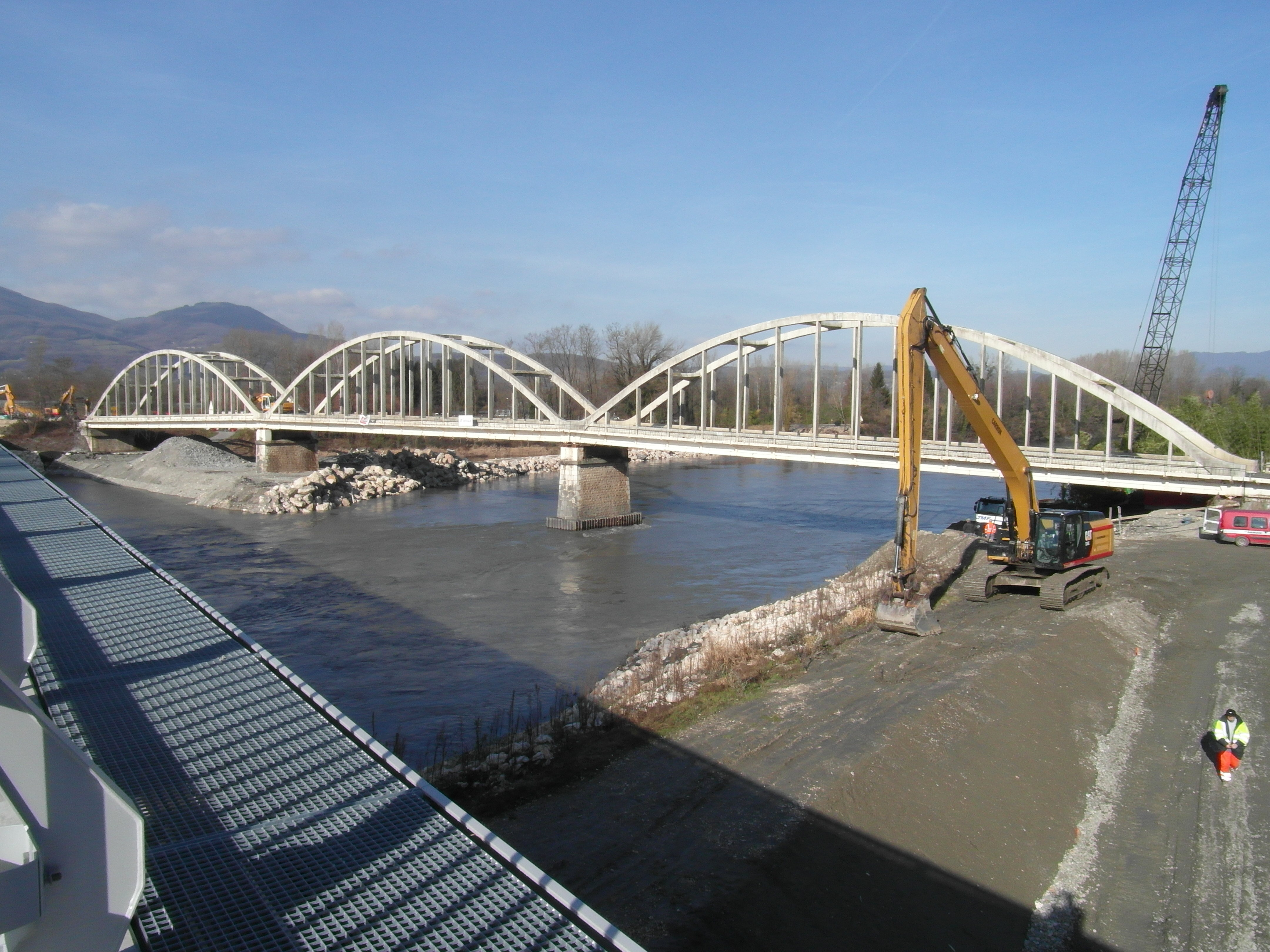
Ancien pont sur l'Isère entre Tullins et Saint-Quentin-sur-Isère en cours de démolition en 2018

#### Voies routières

##### Autoroutes
L’autoroute A49 qui traverse le territoire de la commune est une voie routière à grande circulation, qui relie Romans (Valence) à Grenoble. Elle a été mise en service définitivement en 1992.
- Sortie 11 : Tullins, Moirans

##### Routes
Plusieurs routes départementales sillonnent le territoire de la commune, dont :
- La route départementale 1092 (RD1092) dénommée ainsi entre Romans-sur-Isère et Voiron se dénommait route nationale 92 avant son déclassement. Cette ancienne route nationale reliait Genève à Valence jusqu'en 1974 et traverse le bourg de Tullins du nord-ouest vers le sud-est
- La route départementale 45 (RD45) relie Tullins (quartier de Fures) à Rives (quartier de la Gare).
- La route départementale 73 (RD73) relie Tullins (bourg central) à plusieurs communes du centre de l'Isère dont Izeaux et Le Grand-Lemps.

##### Pont routier
Doté de deux voies routières, de deux bandes cyclables ainsi que d'un trottoir pour les piétons, un nouveau pont, en remplacement d'un pont très ancien et étroit, a été construit pour franchir l'Isère entre Tullins et Saint-Quentin sur Isère (RD45). Celui-ci a été ouvert à la circulation le 22 novembre 2017. Le chantier, essentiellement financé par le conseil départemental de l'Isère avait débuté en avril 2015. En raison de sa dangerosité, la démolition de l'ancien est lancée dans la foulée et s'achèvera dans le courant du mois de mars de la même année.

### Transports publics

#### Ligne d'autobus

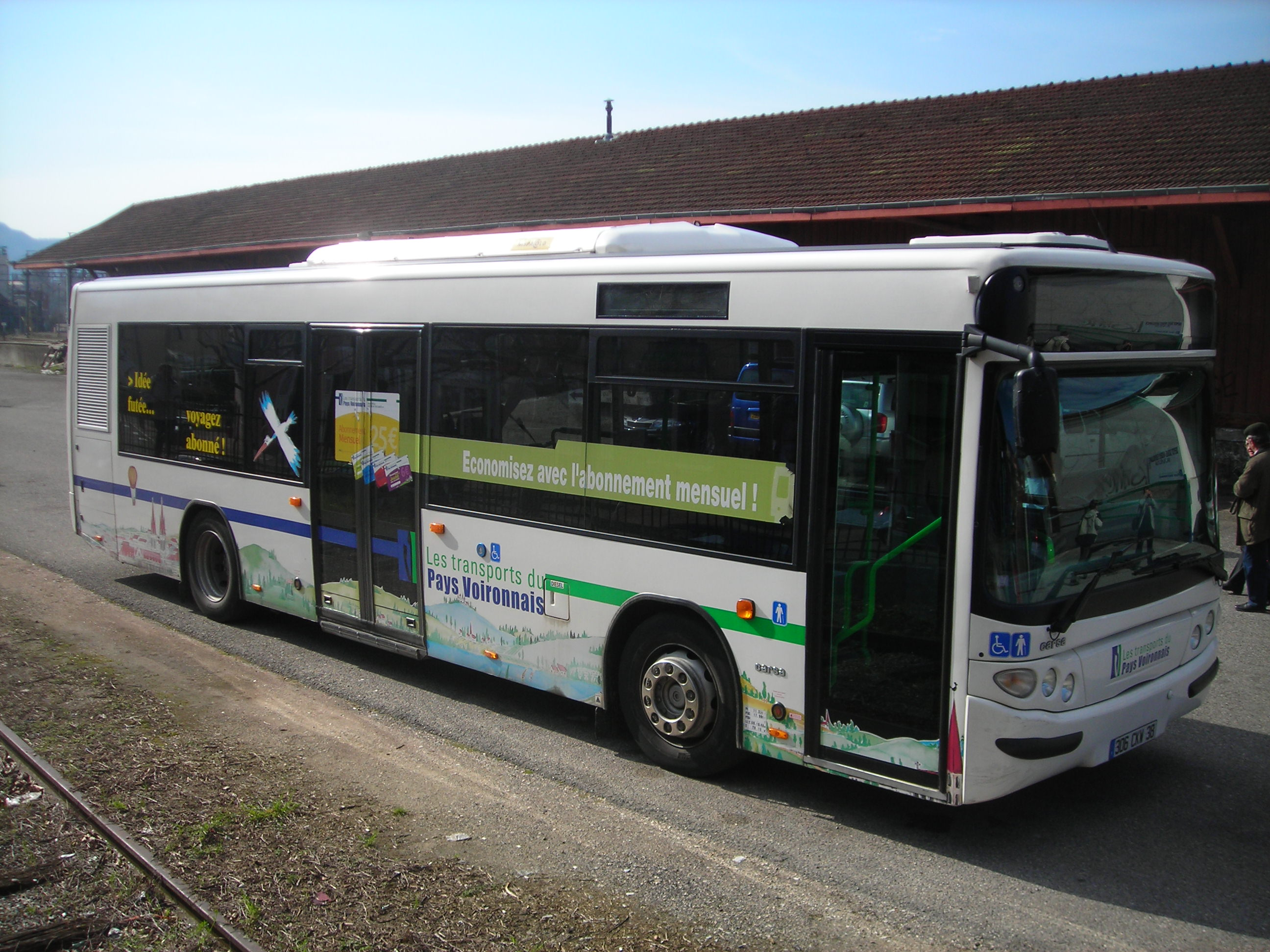
Autobus des transports du pays voironnais

La ville de Tullins est desservie par une ligne du réseau Transports du pays voironnais, service public de transport en commun organisé atour de la ville française de Voiron. L'autorité organisatrice de transport urbain de ce réseau est la communauté d'agglomération du Pays voironnais. Ce réseau urbain a été inauguré le 18 décembre 2004. L'exploitation de la ligne est assurée par l'entreprise des autocars Perraud.
La Ligne A permet de rejoindre la gare routière de Voiron au collège Condorcet à Tullins. Les villes et lieux desservis sont Voiron (Collège Saint-Joseph, Lycée Ferdinand Buisson, Paviot École), Saint-Jean-de-Moirans, Moirans (Boulodrome, Collège Le Vergeron), Vourey et Tullins (Gare SNCF, Collège Condorcet). À certains services en période scolaire, direction Tullins, la ligne est prolongée à Voiron pour desservir le Collège Saint-Joseph et est déviée à Moirans pour desservir le Collège Le Vergeron et à Vourey pour desservir l'arrêt Le Monnair. Dans l'autre sens, des trajets directs sont effectués le matin vers Voiron.

#### Lignes d'autocars

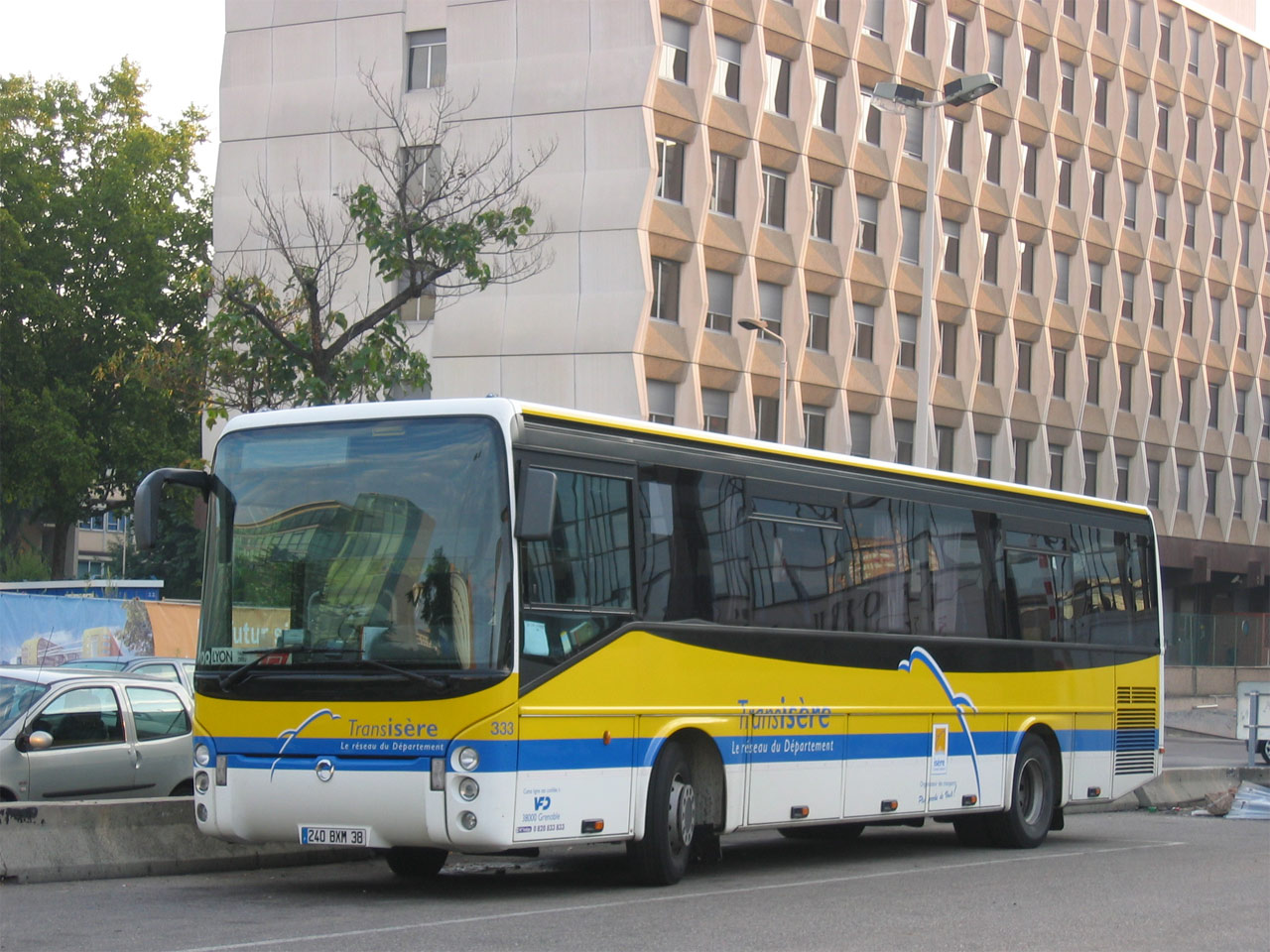
Autocar du réseau transisère

Pour se rendre de Tullins vers Saint-Marcellin ou vers Grenoble, il existe une ligne d'autocars géré par le réseau interurbain de l'Isère.
| Lignes       | Dessertes                            | Transporteurs                      |
| ------------ | ------------------------------------ | ---------------------------------- |
| Ligne no T62 | Saint-Marcellin ↔ Moirans ↔ Grenoble | Keolis Train Bleu, Perraud Voyages |

#### Transport ferroviaire

##### La gare de Tullins-Fures

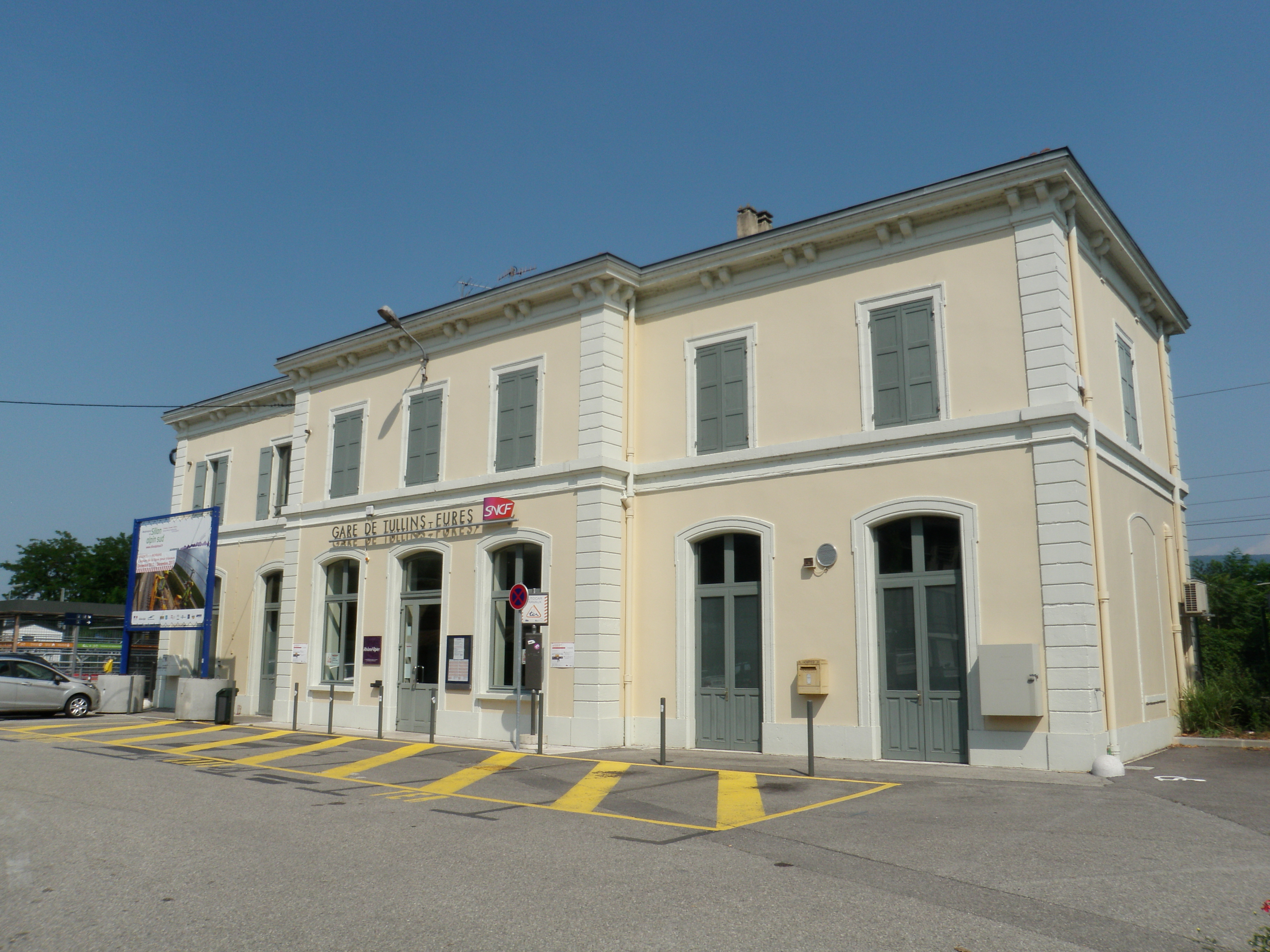
La gare de Tullins-Fures.

La gare ferroviaire de Tullins-Fures est desservie par les trains TER Rhône-Alpes (relation de Valence-Ville à Chambéry - Challes-les-Eaux).
Depuis 2014, la ligne est électrifiée en intégralité, ce qui permet notamment le passage de quelques TGV Annecy - Grenoble - Méditerranée par semaine.

## Urbanisme

### Typologie
Au 1er janvier 2024, Tullins est catégorisée petite ville, selon la nouvelle grille communale de densité à sept niveaux définie par l'Insee en 2022.
Elle appartient à l'unité urbaine de Tullins, une agglomération intra-départementale regroupant deux  communes, dont elle est ville-centre,,. Par ailleurs la commune fait partie de l'aire d'attraction de Grenoble, dont elle est une commune de la couronne,. Cette aire, qui regroupe 204 communes, est catégorisée dans les aires de 700 000 habitants ou plus (hors Paris),.

### Occupation des sols
L'occupation des sols de la commune, telle qu'elle ressort de la base de données européenne d’occupation biophysique des sols Corine Land Cover (CLC), est marquée par l'importance des territoires agricoles (61,9 % en 2018), en diminution par rapport à 1990 (67,3 %). La répartition détaillée en 2018 est la suivante : 
zones agricoles hétérogènes (25,8 %), forêts (25,8 %), terres arables (17,9 %), cultures permanentes (10,9 %), zones urbanisées (9,7 %), prairies (7,3 %), zones industrielles ou commerciales et réseaux de communication (2,2 %), eaux continentales (0,4 %). L'évolution de l’occupation des sols de la commune et de ses infrastructures peut être observée sur les différentes représentations cartographiques du territoire : la carte de Cassini (XVIIIe siècle), la carte d'état-major (1820-1866) et les cartes ou photos aériennes de l'IGN pour la période actuelle (1950 à aujourd'hui).

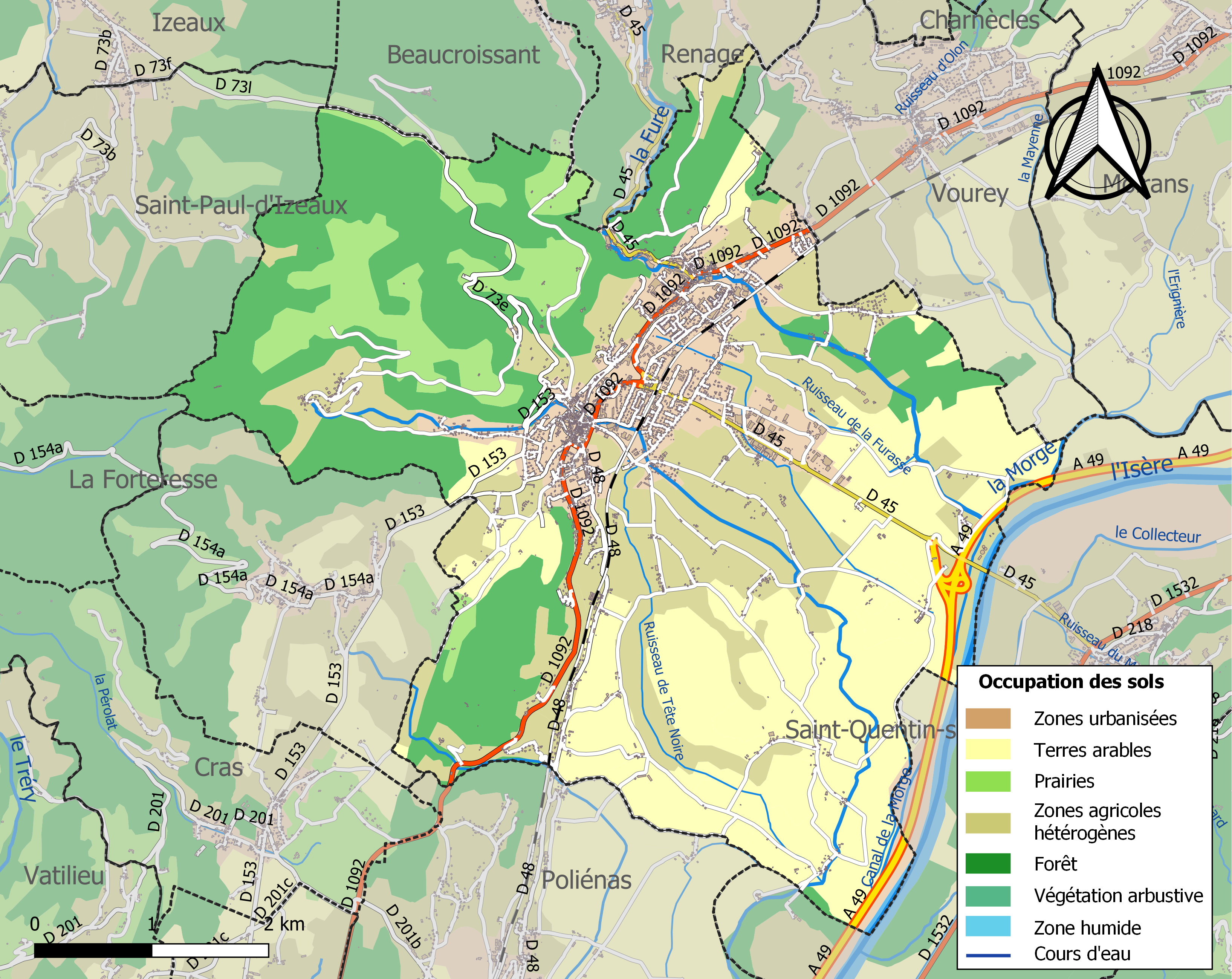
Carte des infrastructures et de l'occupation des sols de la commune en 2018 (CLC).

### Morphologie urbaine
La ville s'est développée progressivement le long de l'ancienne route nationale 92, dite route de Genève à Valence. Le bourg central, très urbanisé, est entouré par une zone urbanisable d’environ 600 à 700 hectares.

### Hameaux lieux-dits et écarts
Voici, ci-dessous, la liste la plus complète possible des divers hameaux, quartiers et lieux-dits résidentiels urbains comme ruraux qui composent le territoire de la commune de Tullins, présentés selon les références toponymiques fournies par le site géoportail de l'Institut géographique national. 
| - le Pavé - Grand-Maison - Hurtières - les Arrons - les Mallènes - les Balmes - les Ramais - Genevey - les Taillanderies - Pensailles - Fures - Gigy - la Grange des prés - la Combe - Pont Gros | - la Rochette - Boulun - Saint-Jean-de-Chépy (château) - Plan de Bidon - Clos des Chartreux - la Félie - la Rousse - la Contamine - le Peurat - Tolignat - le Veyrnet - le Meyniat - l'Île Trouillon - l'Eslinard - Le Port (Pont sur l'Isère) | - la Méarie - le Paradis - Galerne - le Plan - Poulatière (château) - Pont Pinet (château) - Troussatière - Castaudy - la Pairaude - Gabinot - Pipet - Mortalinet - le Burillon - la Nème - Gapardaux | - Corcelle - les Massons - La Parisette - Batardière - Tizin - Petit et Grand Tizin - le Guiers - Carcavel - Malatras - les Epoursuit - les Moïles (zone humide) - Manguely - Verdemont - le Vert - Chougnes |

### Logement

#### Logements sociaux
La ville de Tullins compte 523 logements sociaux sur son territoire en 2017, gérés par cinq bailleurs sociaux isérois ou rhonalpins : la société dauphinois d'habitat (SDH), l'OPAC 38, 3F, ACTIS et PLURALIS. la principale résidence HLM est située dans le quartier de le Cressonnière.

### Eau et assainissement
L'eau et l'assainissement de la commune relèvent de la compétence de la Communauté d'agglomération du Pays Voironnais. Une station d'épuration est située sur le territoire de la commune.

### Risques naturels et technologiques

#### Risques sismiques
La totalité du territoire de la commune de Tullins est situé en zone de sismicité no 4 (sur une échelle de 1 à 5), en limite de la zone no 3 qui se situe vers l'ouest et le nord-ouest du département de l'Isère.
| Type de zone | Niveau            | Définitions (bâtiment à risque normal) |
| ------------ | ----------------- | -------------------------------------- |
| Zone 4       | Sismicité moyenne | accélération = 1,6 m/s2                |

#### Autres risques
https://www.georisques.gouv.fr/mes-risques/connaitre-les-risques-pres-de-chez-moi/
Risques naturels identifiés : 5
1. Innondation sur la commune : EXISTANT
2. Séisme sur la commune : MODÉRÉ
3. Mouvements de terrain sur la commune : EXISTANT
4. Retrait : gonflement des argiles sur la commune : MODÉRÉ
5. Radon sur la commune : FAIBLE

Risques technologiques identifiés :  3
1. Nucléaire sur la commune : CONCERNÉ
2. Canalisation de transport de marchandises dangereuses sur la commune : CONCERNÉ
3. Pollution des sols sur la commune : CONCERNÉ

## Toponymie
Du latin, « Tullianum », nom d'un domaine gallo-romain en référence au nom de son propriétaire Tullius ou Tullus. En langue francoprovençale, la finale ianum produit la prononciation ien ou in, ainsi Tullianum devint Tullins.

## Histoire

### Préhistoire

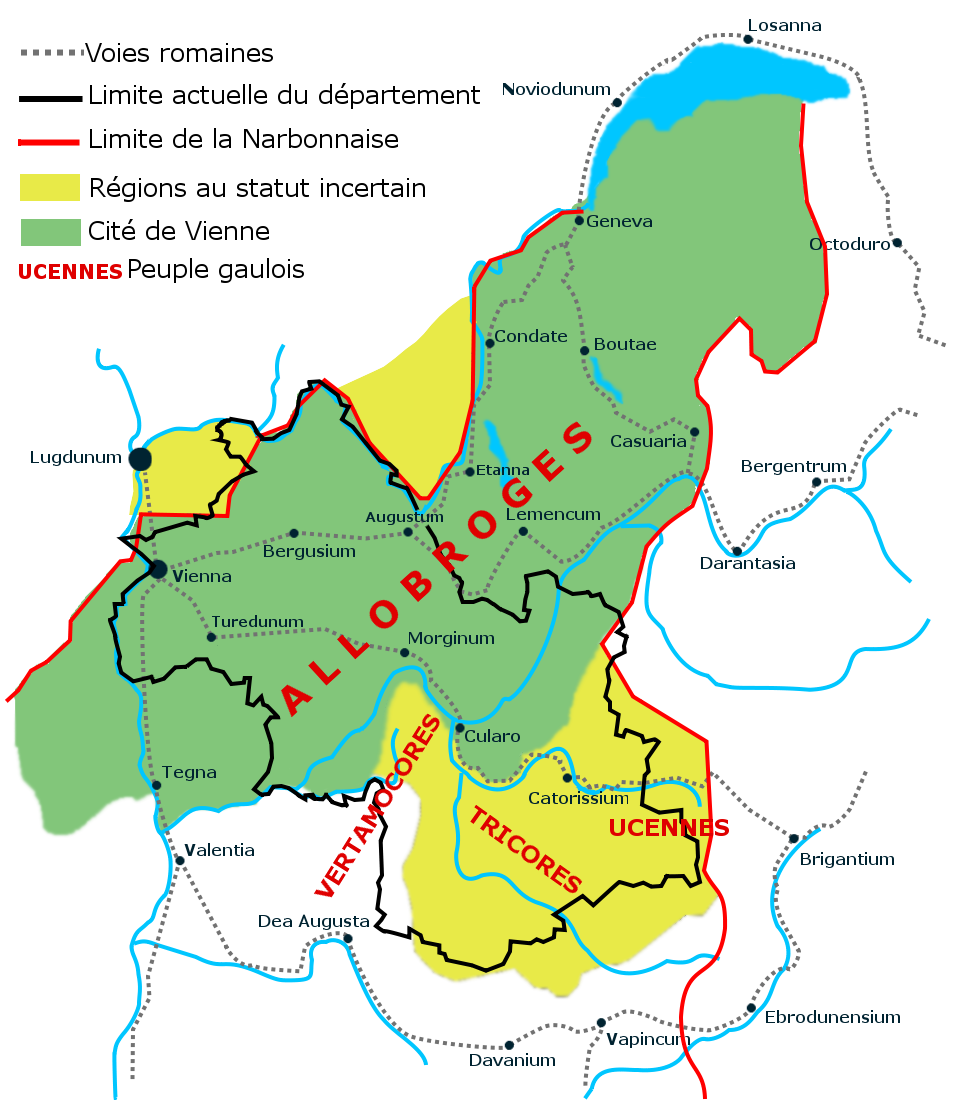
Carte de l'Allobrogie.

La colline de Parménie qui domine Tullins est située dans la commune voisine de Beaucroissant. Proche du village de Beaucroissant, le visiteur peut découvrir une pierre à cupules, dénommée localement « pierre pucelle ». Selon Pierre Bische, auteur d'ouvrages historiques locaux, il s'agirait du seul monument de l'époque néolithique subsistant dans la région.
L'histoire de Tullins commence il y a 3 500 ans environ, à l'âge de bronze moyen; un poignard de bronze à rivets, daté de 1500 av. J.-C., a été trouvé dans l'ancien gué historique de la Fure avec le "Grand Chemin" passant à Fures et Tullins. Ce chemin reliait la vallée du Rhône à Moirans par la rive droite de l'Isère qui allait à Genève, liant les civilisations des lacs helvétiques et du Haut Danube aux civilisations méditerranéennes. Le nom actuel de Grand Chemin à Vourey et de Grand Chemin Royal à Morette, les deux communes voisines concernées sur ce chemin, en est témoin. Ce poignard est exposé au Musée Archéologique de l'ancien Evêché de Grenoble.

### Antiquité
La région est progressivement occupée par les allobroges, peuple gaulois venu du Nord de l'Italie et d'Helvétie, conquis par Rome. Ils développent une civilisation métissée avec les peuples vivant sur place, civilisation marquée par l'agriculture et la métallurgie

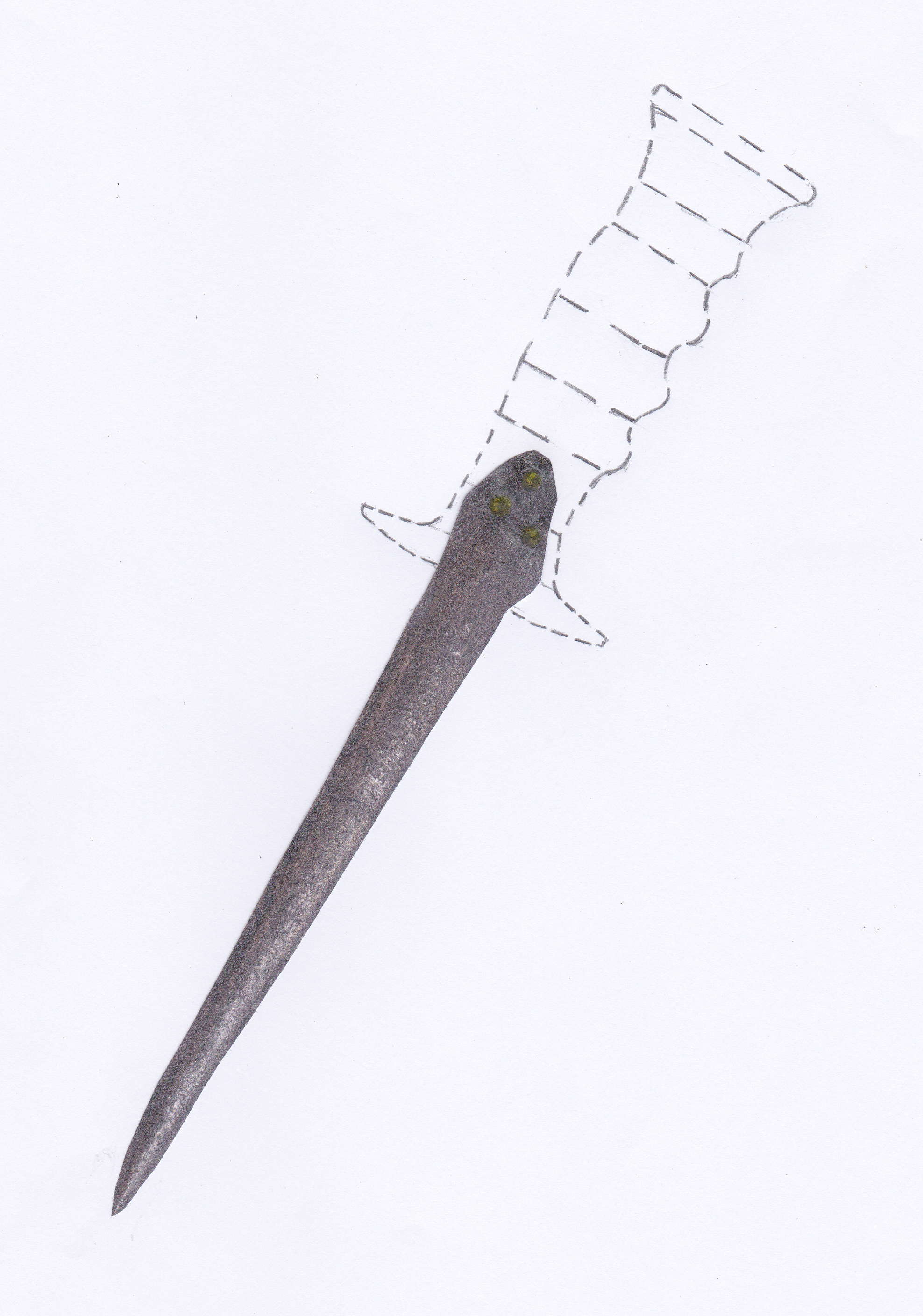
Fures poignard de bronze avec manche âge de bronze moyen -1550 trouvé dans le gué de la Fure à Fures
(création selon objet présenté au Musée archéologique de l'ancien Evêché de Grenoble)

Les rives de la Fure et des rivières qui se jettent dans l'Isère deviennent peu à peu des secteurs de culture céréalière, entraînant la construction de moulins à eau pour le grain et de forges et où habitent les familles des cultivateurs, artisans forgerons.

### Moyen Âge
Le développement de l'artisanat, grâce à la force hydraulique, à un réseau de canaux et à un aqueduc exceptionnels à Fures, fait apparaître des ateliers de meuneries, de tissage de laine et de soie, de toilerie de chanvre, de forges, d'huileries, de scieries et, plus tard, de production de papier à partir de chiffons
Au début du Xe siècle, le comté de Tullins est intégré au comté de Sermorens. Durant le siècle suivant, le premier membre de la famille suzeraine de Tullins aurait été apparenté à la Famille de Poitiers-Valentinois, se dénommait Aténulphe. Durant le XIVe siècle, une dénommée Humilie est la dernière représentante de cette famille. La terre de Tullins revient dès lors à son neveu, Jacquemet de Roussillon.
Le successeur de Jacquemet de Roussillon est Claude. Celui-ci meurt sans postérité en 1428.
À la mort du dernier seigneur de Tullins en 1428, le Dauphin hérite de la seigneurie de Tullins. Après le rattachement en 1349 du Dauphiné au royaume de France, la ville est donnée en engagement à différentes familles de la région pendant plus de deux siècles (de 1428 à 1650)
Gaspard de Fléard est nommé seigneur engagiste de la terre de Tullins à la fin du XVIe siècle. C'est à son frère, François Fléhard, partisan de la Ligue catholique et évêque de Grenoble que l'on doit la création du couvent des minimes.

### Temps modernes
Les Clermont-Tonnerre, famille originaire de la paroisse de Clermont en Dauphiné, petit village dont le château domanial domine le lac de Paladru et la vallée de la Fure, obtiennent la charge héréditaire de Tullins jusqu’à la Révolution. Au XVIIe siècle, de riches familles s’installent à Tullins et restaurent des maisons médiévales dont la commune garde encore la trace grâce à la présence de nombreuses portes d'entrées inscrites à l’inventaire des Monuments historiques.

### Époque contemporaine

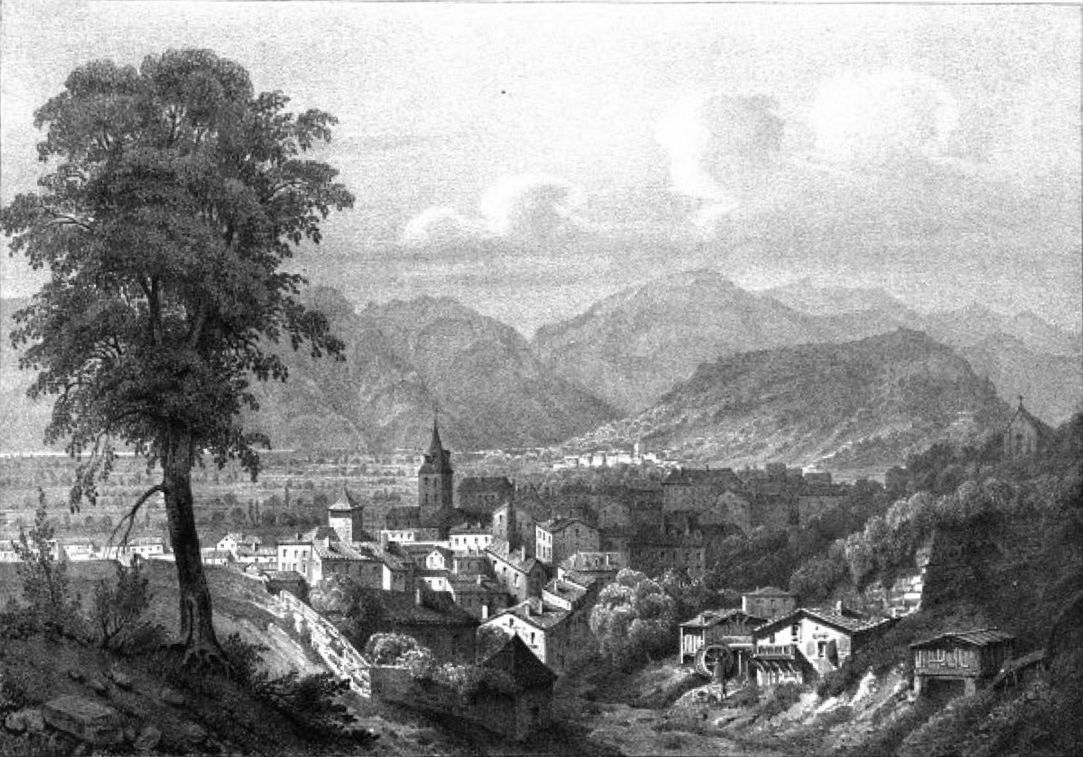
Tullins au début du XIXe siècle.

#### Développement de l'agriculture
L'agriculture de polyculture-élevage et de vigne domestique se développe sur les terres des coteaux et des bords de l'Isère. Après l’endiguement de l’Isère à la fin du XIXe siècle, la plaine de Tullins se prête alors aux cultures céréalières ainsi qu’à l’élevage bovin. La production de noix (noix de Grenoble AOC) s'étend jusqu'en plaine, où la mécanisation permet une exploitation plus facile.

#### Développement de l'industrialisation
Succédant à l'artisanat et aux ateliers pré-industriels, mêlant activités agricoles et artisanales, l’industrialisation apparaît à Fures au cours du XIXe siècle avec les usines de forges, de métallurgie, de construction mécanique. La toilerie de chanvre est remplacée par des ateliers et usines pensionnats de soierie. Des papeteries importantes puis la production de chaussures succèdent aux forges le long de la Fure. Des chemiseries s'installent à Tullins. Les conséquences de la crise de 1929 affecteront ensuite de façon importante les soieries qui disparaissent au profit d'activités d'effilochage.
Un pont routier suspendu, achevé durant l'année 1853 permet de relier directement le bourg de Tullins avec la rive gauche de l'Isère, dont notamment la commune de Saint-Quentin-sur-Isère. Celui-ci sera endommagé lors d'une crue en 1928 et remplacé par un nouveau pont en 1931.

#### Querelle entre Fures et Tullins

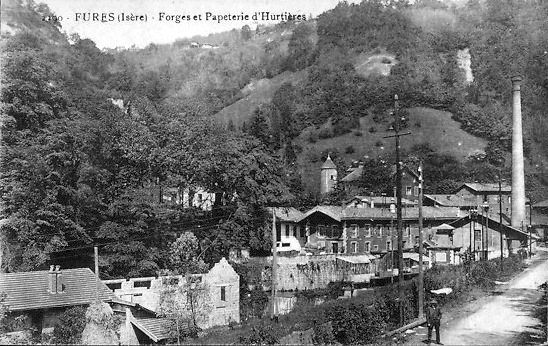
Les forges de Fures en 1925

Le magazine Regards, consacré à l'histoire locale du pays de Tullins, a publié un article en 1997, intitulé « Tullins Fures, la déchirure » relatant l'existence d'un conflit entre certains habitants du hameau (ou village) de Fures (dénommés furatiers), se sentant délaissés et l'administration municipale de la commune envisageant à cette occasion la création d'une commune séparée. Fures avait vu ses activités se développer très vite, avec l'apparition de plusieurs papeteries, soieries et usines d'effilochage, avec un accroissement de population jusqu'à 1 500 habitants avec de nombreux commerces et artisans. Les furatiers veulent avoir une église et un cimetière pour ne plus avoir à faire 3 km aller et retour à pied (en sabots pour les pauvres) pour enterrer et pour aller saluer les morts. "En 1853 s'organise une collecte d'argent pour construire une église à Fures". "En 1854, le préfet et l'évêque donnent leur autorisation" . "En 1855 , M. de Bressieux, issu d'une ex-famille noble du pays, fait don d'un terrain au conseil paroissial de Fures pour y établir le cimetière"
La majorité des élus municipaux, majoritairement tullinois, le refuse par un vote en 1856 car "cela serait préjudiciable aux diverses professions industrielles du bourg de Tullins" (archives des comptes rendus du conseil municipal de la commune"). En 1858, la même majorité refuse le don du terrain du cimetière. Tout cela se déroule dans un contexte politique bien précis avec les révolutions de 1830 et 1848, puis l'avènement de la République et le coup d'État de Napoléon III en 1851. Cela, alors que la majorité des élus de Tullins sont anti-républicains et pro-empire (ils contraignent à la démission le curé républicain Koening en 1857), et alors que Fures, ouvrier et populaire, est très républicain et réclame l'égalité des droits en matière de cimetière et d'église. Fures finit par réclamer sa constitution en commune par une pétition.
Une première demande de séparation entre les deux territoires est effectuée en 1869, mais elle n'aboutit pas. Une seconde demande est effectuée en 1874, une enquête est effectuée avec un commissaire enquêteur, nommé par le préfet de l'Isère. Un conseil municipal extraordinaire est organisé à la mairie de Tullins le 2 mai 1875 qui finira par aboutir à un refus. En 1876, les furatiers décident de relancer leur demande à l'appui d'une nouvelle et dernière enquête. Le 30 décembre de la même année, le conseil d'arrondissement et le conseil général annoncent qu'ils refusent la séparation, mais ceux-ci demandent que la mairie de Tullins mette en place certaines mesures, dont : « une meilleure installation de l'école de fille de Fures, la création d'un marché à Fures, la création d'un cours d'adultes et de la formation du hameau en section électorale municipale », demandes qui seront honorées par le conseil municipal, l'année suivante. La commune ne subira donc aucune séparation et gardera l'intégralité de son territoire créé en 1790 et ne connaîtra pas de modification dans l'histoire contemporaine.

#### Tempête de 1930
Le 12 octobre 1930, une puissante tempête cause en quelques minutes d'importants dégâts sur de nombreuses communes de la micro-région selon un axe sud-ouest - Nord-est. Ce sont notamment des milliers de noyers qui sont abattus dans ce territoire appelé la noyeraie de l'Isère. Si la commune de Renage entre deux branches de la tempête, a très peu souffert, la commune de Tullins a perdu environ 1400 arbres. Le relevé assez précis des noyers détruits par commune donne ainsi une cartographie de l'intempérie et de son intensité.

#### Seconde Guerre mondiale et l'après-guerre
Tullins fut brièvement occupé durant la campagne de France en 1940, l'armée allemande ayant été stoppée à l'entrée de la cluse de Voreppe. L'armistice du 22 juin 1940 entraînera son repli jusqu'à la ligne de démarcation.
La Résistance marque fortement Tullins-Fures. Le Maire, Gaston Valois, médecin des pauvres, s'y engage entièrement et devient le chef des MUR (Mouvements unis de la Résistance) pour toute l'Isère. Localement, se regroupent les résistants armés dans le Groupe Franc du Vert de la plaine de Tullins-Fures, ayant à sa tête Roger Perdriaux, placé sous Jules Cazeneuve, chef du secteur 3 de l'Armée Secrète. Les maquis de Montferrier à Cras, puis de La Rivière, se mettent en place, ayant André Bellemain comme agent de liaison avec Gaston Valois. Toute une activité de renseignements et de liaisons radios clandestines avec Londres se développe grâce aux fermes et villages des collines du secteur.
Le 27 novembre, durant la « Saint-Barthélemy grenobloise », Gaston Valois est arrêté à Grenoble par les miliciens et remis à la Gestapo. Torturé par la police nazie, il se donne la mort pour ne pas risquer de trahir sous la torture. La Résistance se réorganise et augmente sa pression et ses harcèlements sur les troupes allemandes et les transports de guerre ennemis. Jean Valois, fils de Gaston, et Marcel Mariotte, rejoignent les maquis du secteur qui participeront à la libération de Lyon puis de l'Est de la France jusqu'en Allemagne. Tullins Fures a été libéré le 23 août 1944 avec les troupes américaines.
Après la guerre les différentes activités industrielles se développent vivement mais, après 1970, elles amorcent un déclin progressif jusqu'en 2017.

## Politique et administration

### Administration municipale

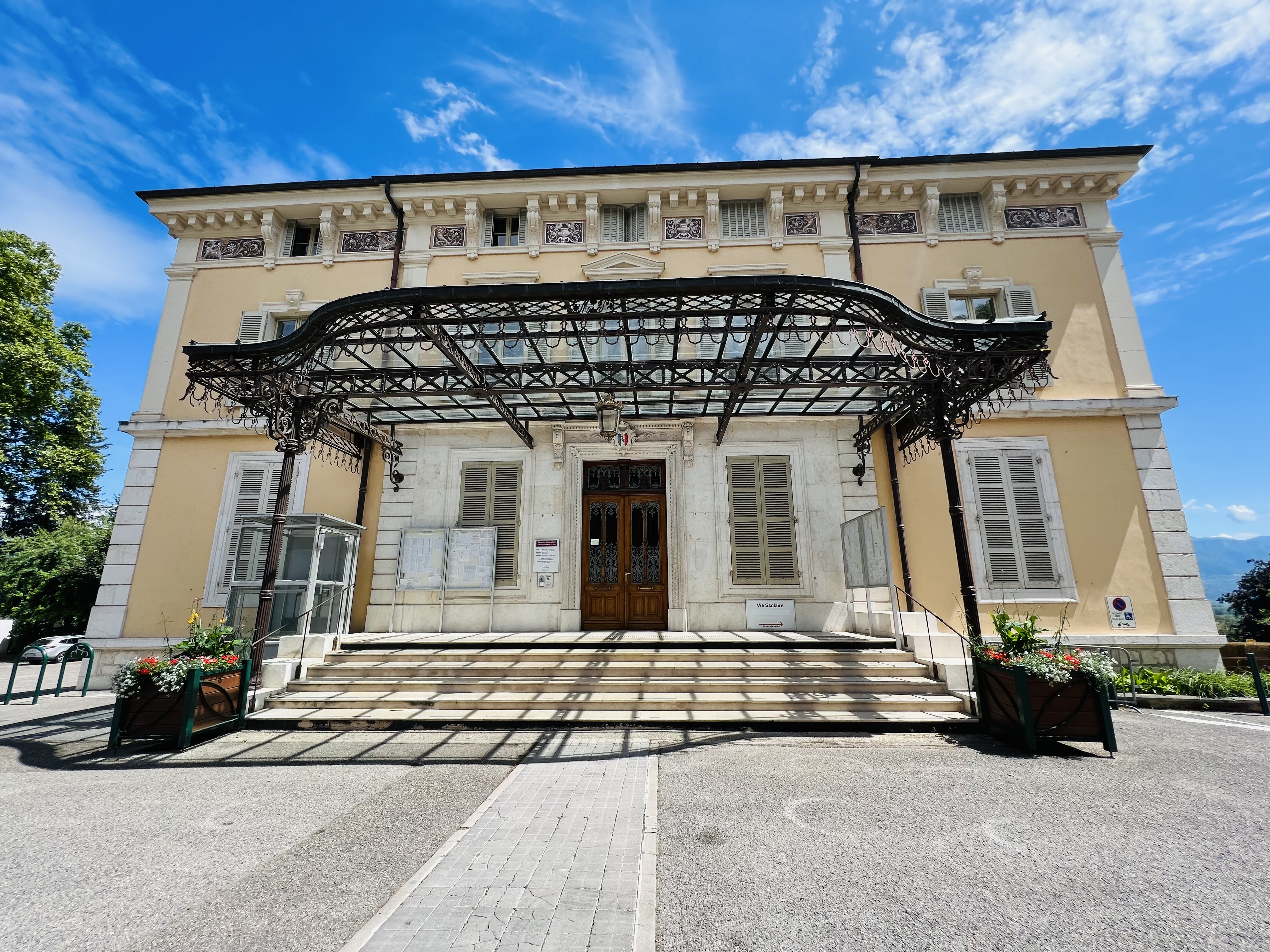
La mairie de Tullins en 2018.

En 2020, le conseil municipal est composé de 29 élus dont un maire, six adjoints, six conseillers délégués, huit autres conseillers de la majorité municipale (soit 22 membres), ainsi que sept conseillers d'opposition répartis sur deux groupes.
Le maire de Tullins est le 4e vice-président de la Communauté d'agglomération du Pays Voironnais chargé des finances, des moyens généraux et des politiques contractuelles. La commune compte également trois autres représentants élus à cette assemblée communautaire dont le siège est à Voiron.
Depuis 2014, le conseil municipal a décidé de créer un conseil des sages. Selon le site de la mairie, ce conseil est un groupe de personnes de plus de soixante ans qui souhaitent participer à la vie collective et citoyenne, grâce à leur expérience acquise. Le conseil municipal a également mis en place un conseil municipal d'enfants depuis 1988.

### Tendances politiques et résultats

#### Scrutins locaux

##### 2014
Lors des élections municipales de 2014, quatre listes se sont présentés au premier tour. Aucune d'entre elles n'ayant obtenu la majorité absolue, ces listes se maintiennent pour le second tour de scrutin.
|                                                 | Nombre de voix | Pourcentage |
| Liste dirigée par Jean-Yves Dherbeys (Liste PS) | 1 424          | 43,03 %     |
| Liste dirigée par Cédric Augier (Liste DVD)     | 1 388          | 41,95 %     |
| Liste dirigée par Alain Di Nola (Liste DVG)     | 260            | 7,86 %      |
| Liste dirigée par Thomas Lacroix (Liste DVG)    | 230            | 7,16 %      |

À l'issue de ce second tour et à la suite de la première réunion du nouveau conseil municipal, monsieur Jean-Yves Dherbeys est nommé maire avec vingt-et-une voix, contre huit.

##### 2020
La liste de Gérard Cantounet (SE) est élu au second tour de scrutin avec 52,35% des voix, face à une liste menée par Amin Benali de (LFI) qui obtient 27,78% des voix et Cedric Augier, (Divers Droite) qui obtient 19,85%

#### Scrutins nationaux
Voici, ci-dessous, le tableau récapitulatif des deux tours de l'élection présidentielle de 2017 sur l'ensemble des bureaux de vote à Tullins.
| Candidat           | 1er tour | 1er tour              | 2e tour | 2e tour               |
| Candidat           | Tullins  | Ensemble de la France | Tullins | Ensemble de la France |
| ------------------ | -------- | --------------------- | ------- | --------------------- |
| Emmanuel Macron    | 22,9 %   | 24,01 %               | 64,45 % | 66,10 %               |
| François Fillon    | 14,6 %   | 20,01 %               |         |                       |
| Jean-Luc Mélenchon | 21,3%    | 19,58 %               |         |                       |
| Marine Le Pen      | 23,55 %  | 21,30 %               | 35,55 % | 33,90 %               |
| Benoît Hamon       | 7,79 %   | 6,36 %                |         |                       |
| Votants            | 78,57 %  | 77,77 %               | 74,63 % | 74,56 %               |

### Liste des maires

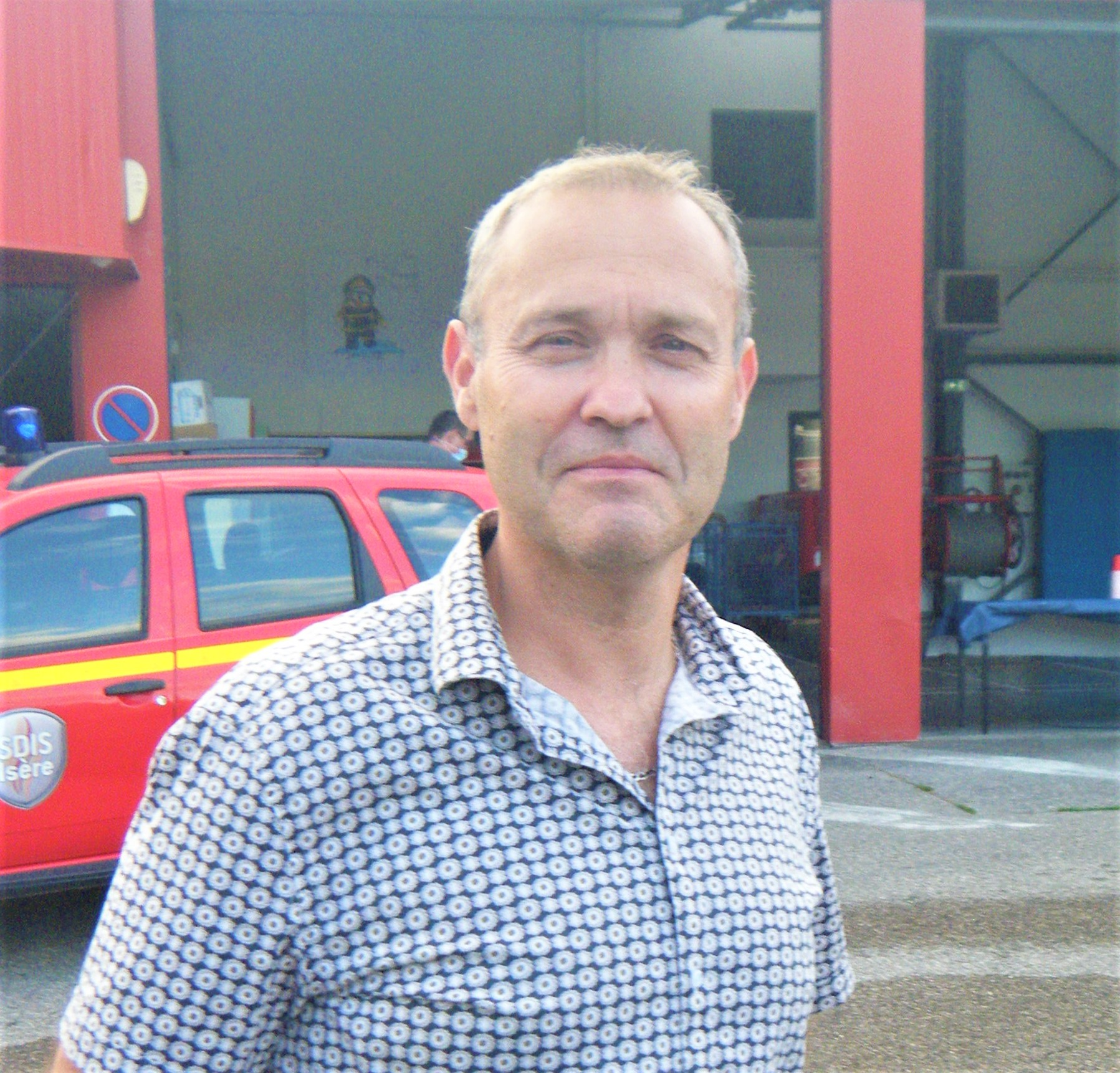
Gérald Cantournet, maire de Tullins (depuis 2020)

### Jumelages
- Priverno (Italie) depuis 1985[49]
- Leça da Palmeira (Portugal) depuis 1997[49]

## Population et société

### Démographie
L'évolution du nombre d'habitants est connue à travers les recensements de la population effectués dans la commune depuis 1793. Pour les communes de moins de 10 000 habitants, une enquête de recensement portant sur toute la population est réalisée tous les cinq ans, les populations de référence des années intermédiaires étant quant à elles estimées par interpolation ou extrapolation. Pour la commune, le premier recensement exhaustif entrant dans le cadre du nouveau dispositif a été réalisé en 2006.

En 2022, la commune comptait 7 657 habitants, en évolution de −0,29 % par rapport à 2016 (Isère : +3,07 %, France hors Mayotte : +2,11 %).
| 1793  | 1800  | 1806  | 1821  | 1831  | 1836  | 1841  | 1846  | 1851  |
| ----- | ----- | ----- | ----- | ----- | ----- | ----- | ----- | ----- |
| 3 500 | 3 715 | 3 819 | 3 765 | 3 807 | 4 712 | 4 701 | 4 920 | 4 618 |

| 1856  | 1861  | 1866  | 1872  | 1876  | 1881  | 1886  | 1891  | 1896  |
| ----- | ----- | ----- | ----- | ----- | ----- | ----- | ----- | ----- |
| 4 497 | 4 523 | 4 991 | 4 834 | 4 881 | 4 740 | 4 590 | 4 701 | 4 740 |

| 1901  | 1906  | 1911  | 1921  | 1926  | 1931  | 1936  | 1946  | 1954  |
| ----- | ----- | ----- | ----- | ----- | ----- | ----- | ----- | ----- |
| 4 541 | 4 432 | 4 578 | 4 114 | 4 594 | 4 465 | 4 403 | 4 235 | 4 514 |

| 1962  | 1968  | 1975  | 1982  | 1990  | 1999  | 2006  | 2011  | 2016  |
| ----- | ----- | ----- | ----- | ----- | ----- | ----- | ----- | ----- |
| 4 650 | 5 319 | 5 557 | 6 044 | 6 269 | 7 068 | 7 539 | 7 673 | 7 679 |

| 2021  | 2022  | - | - | - | - | - | - | - |
| ----- | ----- | - | - | - | - | - | - | - |
| 7 706 | 7 657 | - | - | - | - | - | - | - |

### Enseignement
Rattachée à l'académie de Grenoble, la commune de Tullins héberge de nombreux établissements scolaires publics et privés

#### Écoles maternelles et primaires
La commune de Tullins gère de nombreux établissements scolaires publics dont l'école maternelle Floréal qui présente un effectif 129 enfants, l'école élémentaire Lucile et Camille Desmoulins avec 236 enfants dont une unité localisée pour l'inclusion scolaire (ULIS). Le groupe scolaire située dans le village de Fures comprend une école maternelle présente un effectif de 100 enfants et l'école élémentaire avec 210 enfants dont une unité localisée pour l'inclusion scolaire (ULIS).
Il existe également l'école privée Saint-Laurent qui présente un effectif de 122 enfants.

#### Collège
Le collège Condorcet, situé à proximité du centre-ville, présente, lors de la rentrée 2018,  un effectif de 620 élèves répartis dans 24 classes (six par niveau).

### Équipement sanitaire et social
La commune héberge de nombreux établissements sanitaires et médico-sociaux sur son territoire.

#### Centre hospitalier
L'hôpital Michel Perret est un établissement hospitalier autonome entièrement rénové en 2015, comprenant des unités de médecine et de réadaptation, une unité de soins de longue durée et un pôle de gériatrie.

#### Autres établissements
L'institut médico-éducatif Jules Cazeneuve est un établissement d'accueil pour enfants handicapés mentaux qui compte un internat de semaine de 25 places et un semi-internat de 53 places.
Il existe également un service d’éducation spéciale et de soins à Domicile (SESSAD) et un établissement d'accueil pour adultes handicapés mentaux qui compte 50 places, dénommé Foyer de Vie Le Tréry .

### Équipements et clubs sportifs
La commune présente sur son territoire de nombreux équipements sportifs dont :
- une piscine municipale qui comprend deux bassins en plein air[62],
- des gymnases (le gymnase Condorcet, le gymnase Chantal Mauduit et le gymnase Éric Escoffier), trois stades publics (le stade Jean Valois et le stade annexe situés route de Saint Quentin, ainsi que le stade de la Cressonnière), le skate park, des terrains de tennis et le boulodrome.

### Médias

#### Presse écrite
Les habitants de Tullins peuvent consulter localement un journal à vocation régionale et un périodique publié par la mairie.
- Presse régionale

Historiquement, le quotidien à grand tirage Le Dauphiné libéré consacre, chaque jour, y compris le dimanche, dans son édition de Chartreuse et Sud Grésivaudan, un ou plusieurs articles à l'actualité de la ville, ainsi que des informations sur les éventuelles manifestations locales, les travaux routiers, et autres événements divers à caractère local.
- Magazine municipal

La ville de Tullins gère la publication d'un mensuel local, dénommé Tullins m@g, destiné à l'information des citoyens de la commune. Il est distribué dans les bôites aux lettres et l'ensemble de ses éditions ultérieures sont consultables sur le site internet de la commune.

#### Presse audiovisuelle
Ici Isère est la radio publique qui émet sur son territoire ainsi que dans tout le département de l'Isère.

#### Internet
En 2014, la commune de Tullins a été récompensée par le label « Ville Internet @ ».

### Cultes

#### Culte catholique
La paroisse de Tullins se dénomme Notre-Dame des Noyeraies. Celle-ci dépend du diocèse de Grenoble.

#### Culte musulman
Une mosquée est située à proximité du centre-ville.

## Économie

### Secteur agricole
La commune est une productrice de noix de l'aire de l'appellation d'origine contrôlée (AOC) et de l'appellation d'origine protégée (AOP dans l'Union Européenne) noix de Grenoble. Elle a été très touchée par la tempête des 7 et 8 novembre 1982, qui a détruit plus de 1 000 noyers.
Dans les années 1920, bien que tous les nuciculteurs de la région fussent d'accord sur le fait d'obtenir une reconnaissance, de vifs débats eurent lieu pour savoir si on devait l'appeler « Noix de Grenoble » ou « Noix de Tullins ». Tullins est le centre historique de la noyeraie, mais le nom de noix de Grenoble fut jugé plus vendeur pour l'étranger. De plus, à cette même époque, les élus des villes de Morette, La Rivière, Tullins et Vinay exigèrent une délimitation géographique claire de l’aire de production de la noix dauphinoise. Celle-ci fut farouchement discutée
La commune fait partiellement partie de l'aire géographique de production et transformation du « Bois de Chartreuse », la première AOC de la filière bois en France.
Tullins est une des communes d'un secteur de vignobles pouvant revendiquer le label IGP « Coteaux-du-grésivaudan », comme la plupart des communes de la moyenne vallée de l'Isère (Grésivaudan et cluse de Voreppe).

### Secteur industriel et commercial

#### Grande distribution
La commune compte des locaux commerciaux relevant de la grande distribution (dont un centre commercial situé devant le collège) et une zone commerciale située route de Saint-Quentin au sud du territoire communal.
Petites et moyennes industries
Plusieurs PMI sont présentes dans la zone d'activités du Peuras : SMOC, SORI, Gastaldin frères. La voirie de cette ZA a bénéficié de travaux de réhabilitation en 2008.

### Le secteur hôtelier et touristique

#### Équipement de tourisme et de loisirs
Le cinéma Le Paradiso est situé en centre-ville, rue Pasteur. Le bâtiment ne compte qu'une seule salle de 108 places, accessible aux personnes handicapées.

## Culture locale et patrimoine

### Patrimoine monumental

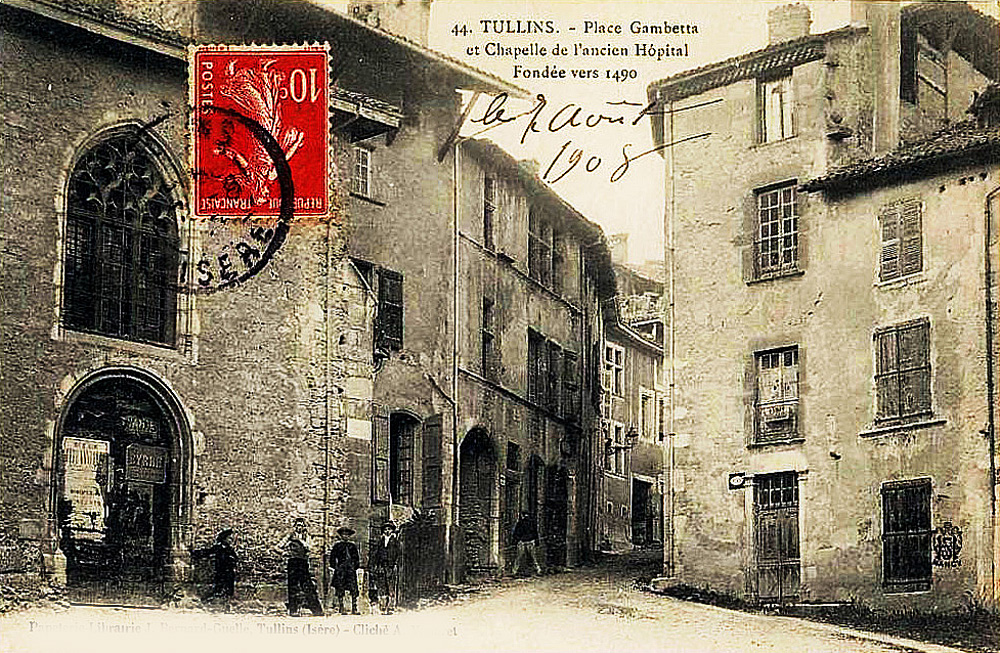
Chapelle de l'Hôtel-Dieu de Tullins, sanctuaire à répit.

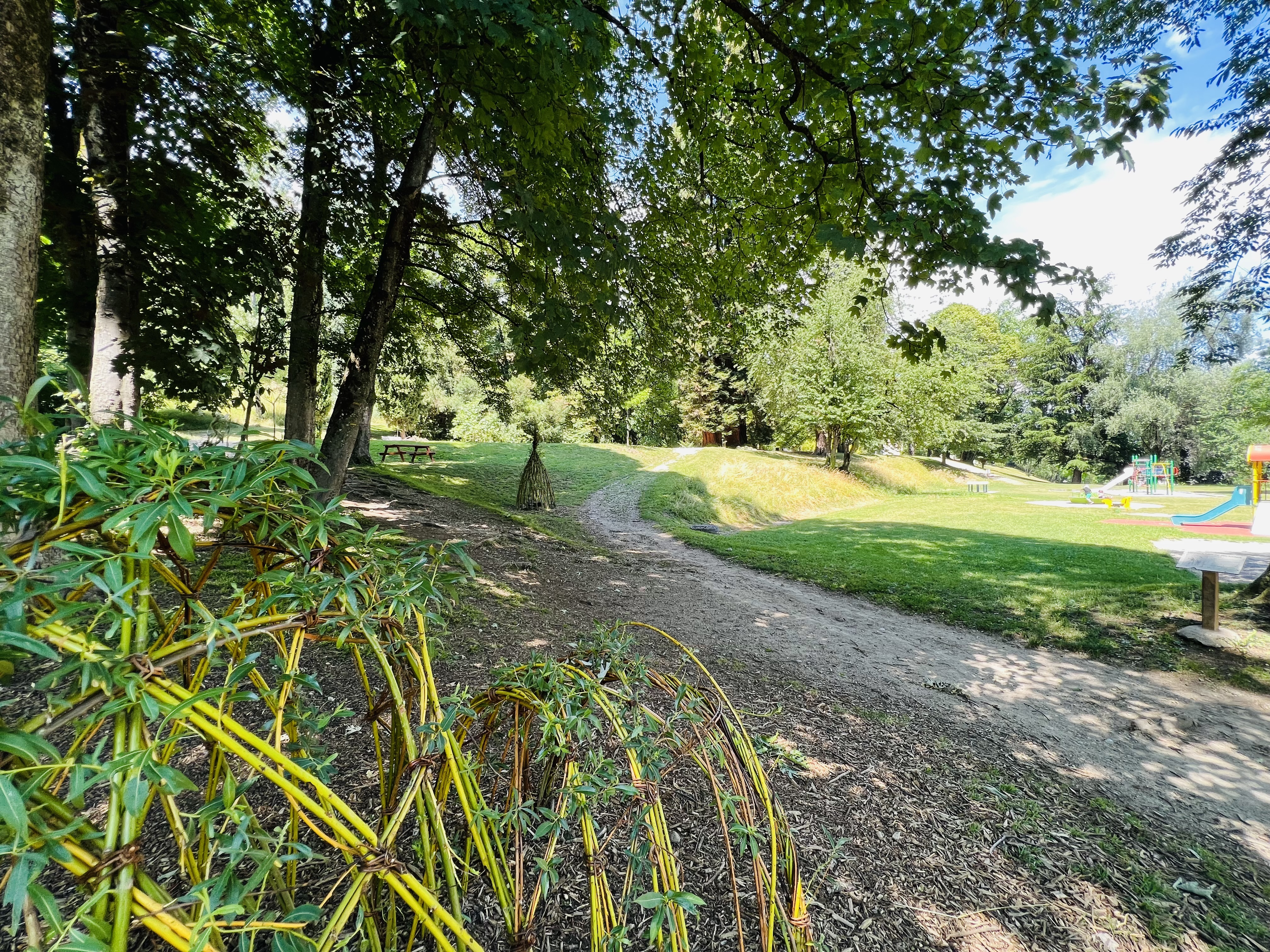
Parc du Clos des Chartreux - Juin 2022.

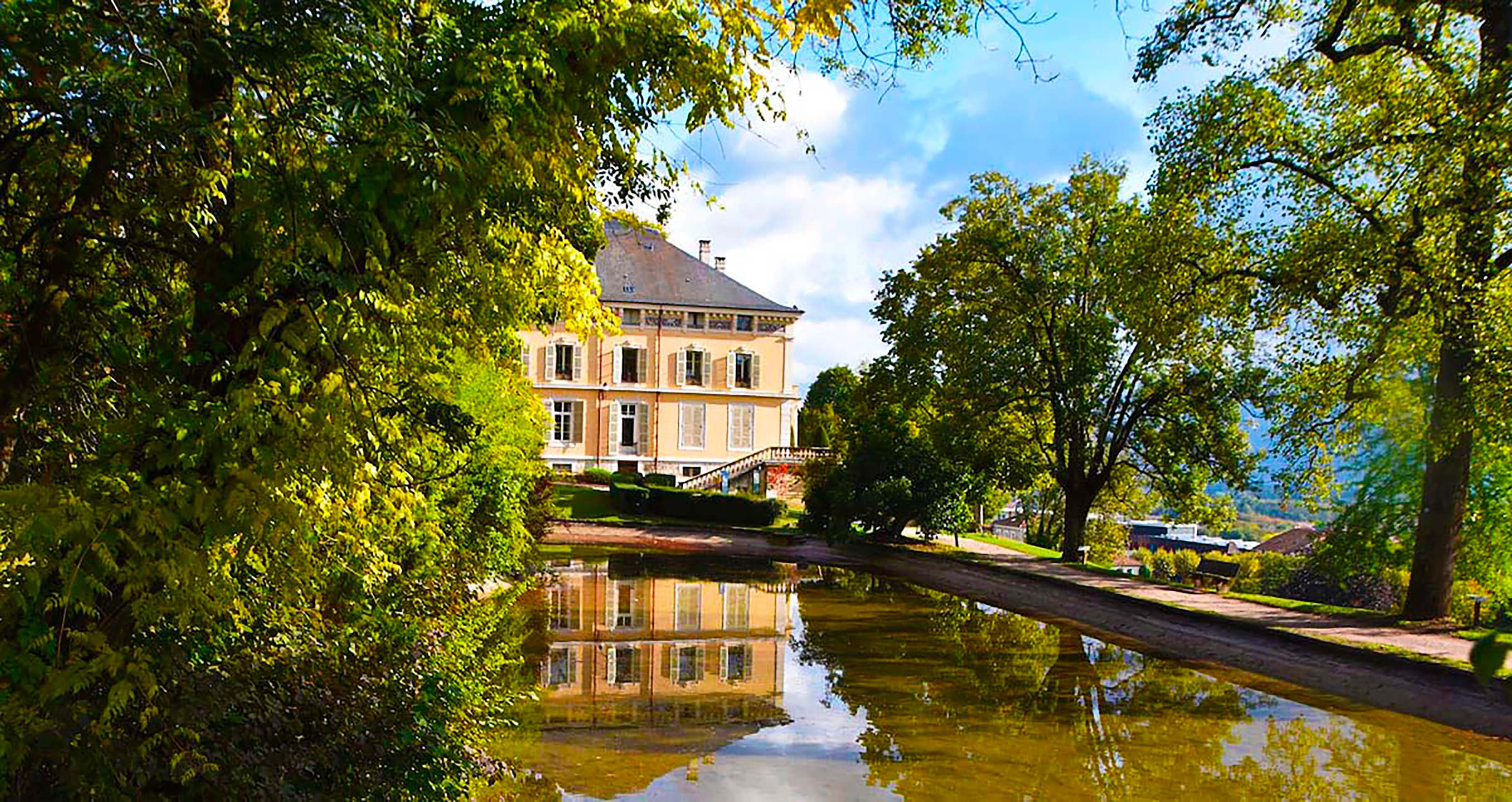
Parc de la mairie de Tullins en janvier 2018.

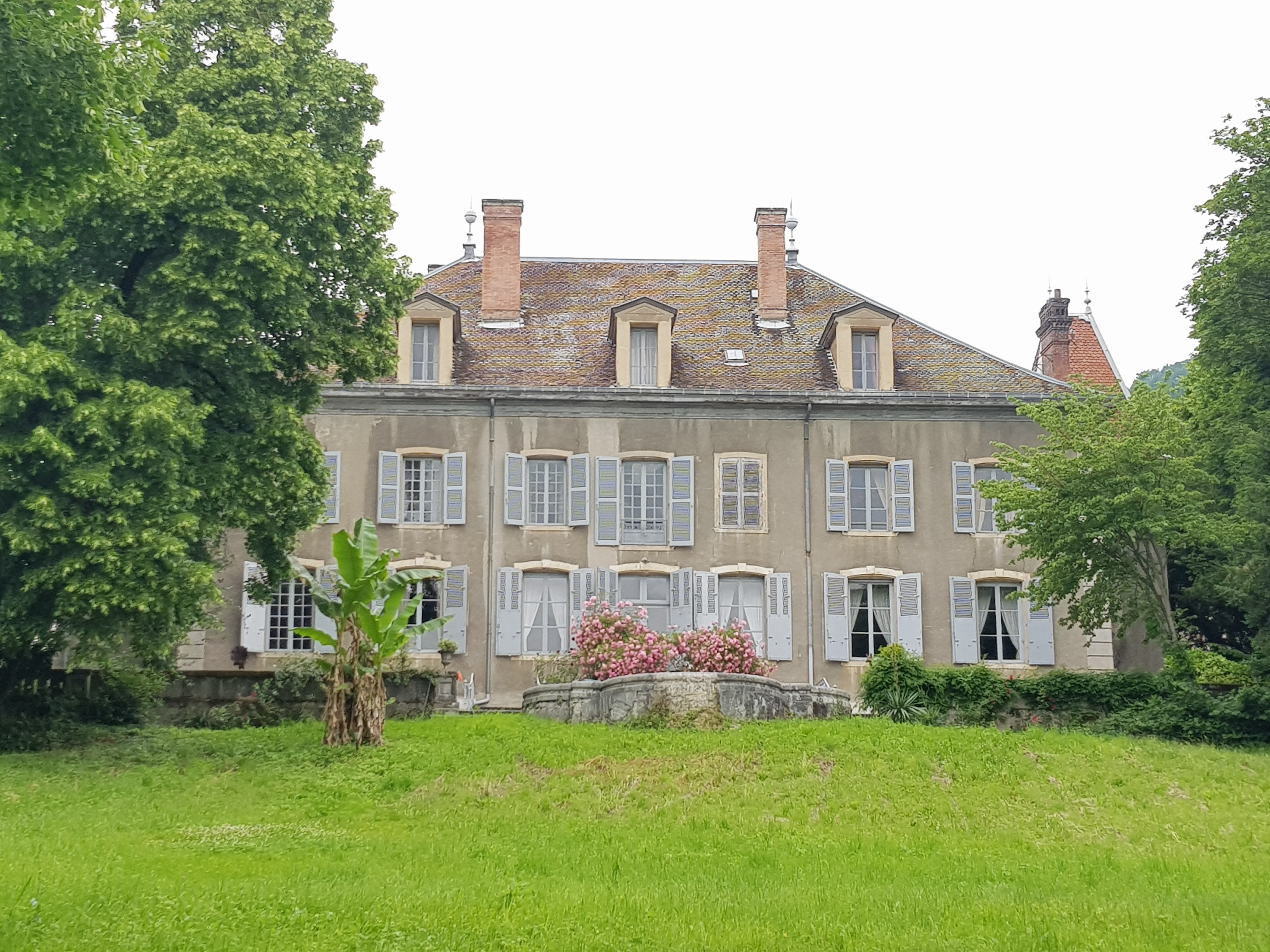
Vue du château de La Boussinière.

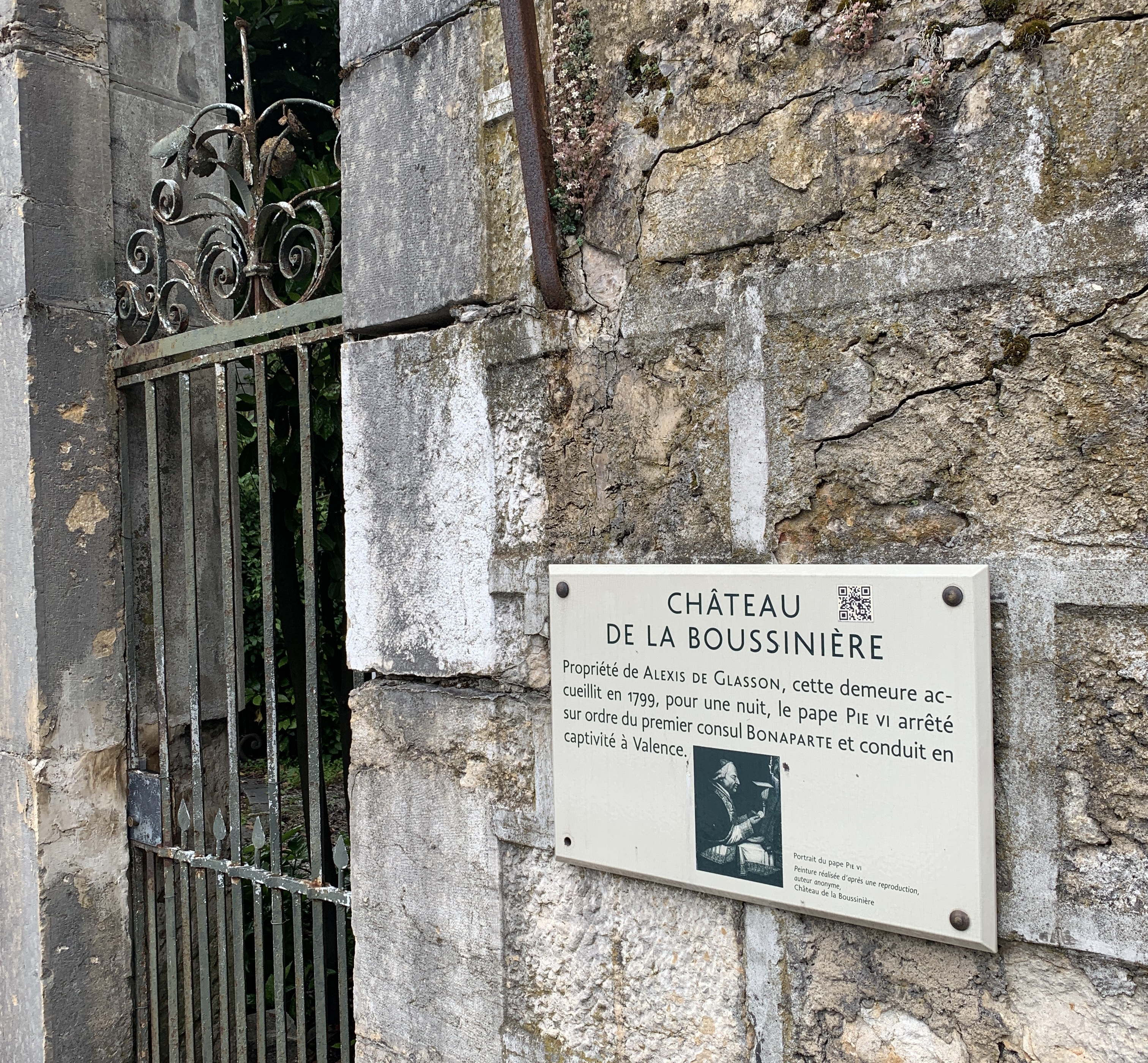
Entrée latérale du château de La Boussinière.

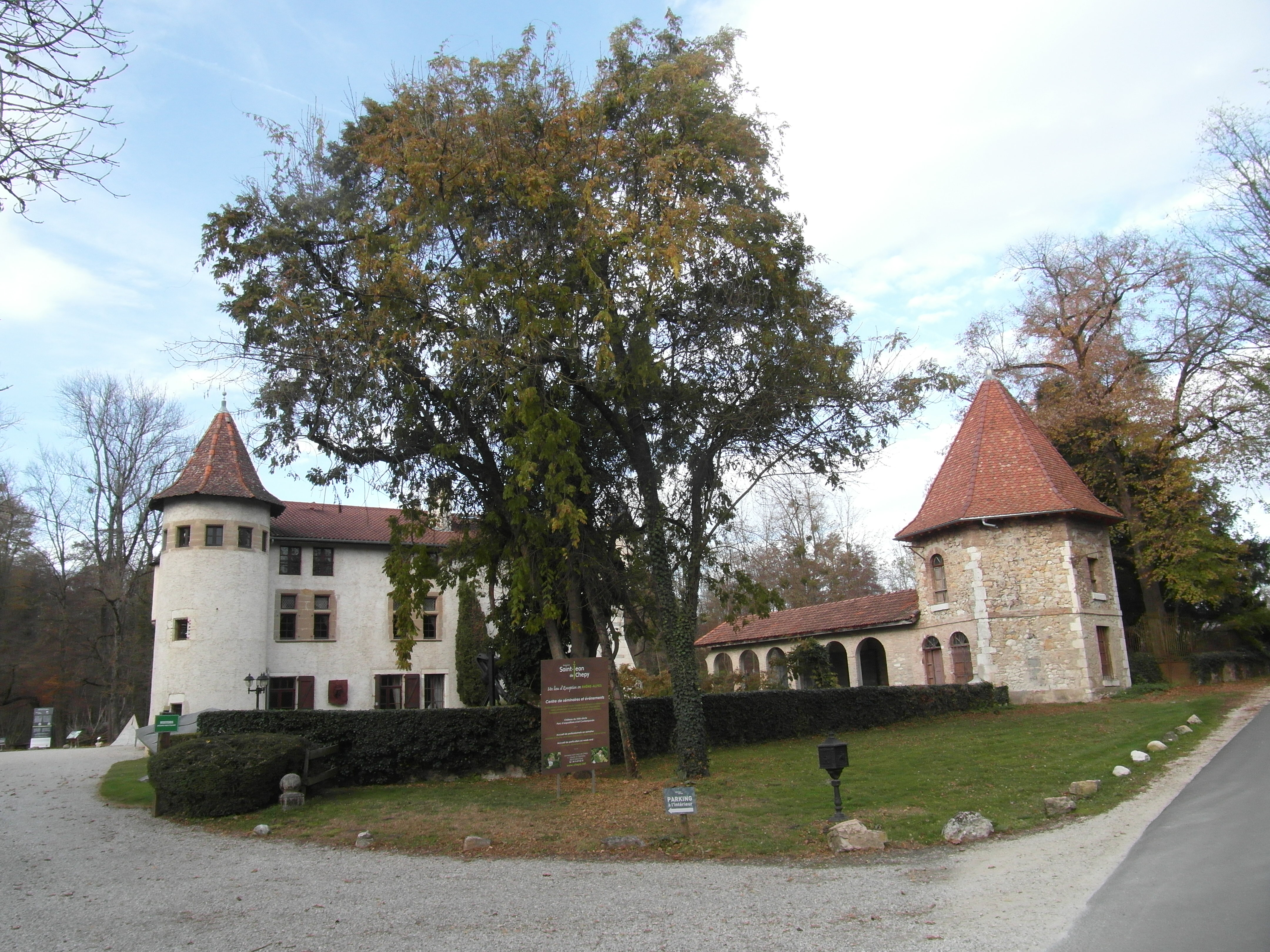
Entrée du domaine du château de Saint-Jean-de-Chépy en novembre 2017.

#### Patrimoine civil

##### Le château féodal de Tullins
Il s'agit de l'ancien château delphinal construit sur une motte, du XIe siècle. Actuellement, on peut encore découvrir les vestiges de cet édifice féodal qui se réduisent à une tour ronde et quelques pans de mur.
Le château servait d'arsenal à l'époque des seigneurs engagistes et il a été en grande partie détruit par un incendie survenu en 1740. Il n'a pas été reconstruit après cet événement.

##### Le Clos des Chartreux
Ce domaine fut, autrefois, la propriété des Chartreux de la Sylve Bénite. Durant la Révolution française, les Chartreux furent expulsés.
En 1861, la propriété est acquise par un industriel lyonnais, Michel Perret, qui va transformer la « maison » en une magnifique villa de style italien entre 1861 et 1865 en style palladien. Le bâtiment et son domaine de 35 hectares abritent l'actuel hôtel de ville de la commune depuis 1976.

##### Le domaine de Saint-Jean de Chépy
Le château de Saint-Jean-de-Chépy, situé au bord de la Fure, date des XIIIe et XVIe siècles remanié et réaménagé au cours des XVIe et XIXe siècles.
Il fut la possession des familles de Lans et de Bressieux de Cordoue. Les façades et les toitures (à l'exclusion de la tour Sud, classée) ainsi que l'escalier intérieur sont inscrits par arrêté du 28 mars 1977 ; la tour Sud avec les peintures murales (Zodiaque) au premier étage sont classées par arrêté du 28 mars 1977.

##### Château de la Poulatière, dit actuellement «de la Boussinière»
Propriété d'Alexis de Glasson à la fin du XVIIIe siècle, le château de La Poulatière a été acquis par la suite par Pavin de Lafarge, famille des célèbres cimentiers Lafarge. Ce château a accueilli le Pape Pie VI en juillet 1799 alors prisonnier des Français, pour y passer la nuit avant de repartir à 4 heures du matin, le lendemain où la population s’était amassée pour recueillir sa bénédiction.
Fonlladosa de Pommayrac, née Prudhomme de La Boussinière — alors propriétaire, avec ses fils — l'a rebaptisé « château de la Boussinière ». La commune a fait installer un panneau indiquant le nom « de la Boussinière » sur le portail du château lors de la création du parcours historique de la ville. Néanmoins le cadastre et les cartes IGN conservent le nom de « la Poulatière ».

##### Les maisons anciennes du bourg
La maison Burgaud, située au 17 avenue de la Gare et datant des XVIIe et XVIIIe siècles, a été classée par arrêté du 22 octobre 1976.
Plusieurs autres maisons de Tullins sont inscrites partiellement au titre des monuments historiques à protection de leurs portes d'entrée : la maison du 2 place du Docteur-Valois, la maison du 7 rue de la Halle, la maison du 3 rue de la Halle, une autre maison de la rue de la Halle, la maison du 12 rue de la Halle, la maison du 6 bis rue de la Halle et la maison du 1 rue de la Halle par arrêté du 31 décembre 1963 ; la maison du 2 rue du Couvent par arrêté du 11 février 1964.

##### L'ancien hôtel de ville (couvent des minimes)
L'ancien hôtel de ville qui fut un ancien couvent datant de 1606. Celui-ci fut fondé par François Fléhard, évêque de Grenoble. La Révolution française entraîne la nouvelle commune à en faire un hôtel de ville. Les arcades sont celles du cloître du couvent, le beffroi a été construit à la fin du XIXe siècle.

##### Le monument aux morts
Ce monument se présente sous la forme d'un pilier commémorant les morts des deux guerres mondiales se présentant sous la forme d'un obélisque posé sur un socle et qui comprend une œuvre statuaire se présentant sous la forme d'une femme agenouillée.

##### Les autres bâtiments
- L'Hôtel-Dieu date des XVe et XVIe siècles[71].
- Le manoir de Cruzille, construit à la place d'une maison forte, de la famille de Salignon[71].
- Le château de Pont-Pinet, du XIXe siècle[71].
- La porte de Saint-Quentin des XIIIe et XIVe siècles.
- La porte de Fures dont les vestiges datant des Xe et XIe siècles.
- L'hôpital Michel-Perret[87] (1895-1897) : détruit en 2012 pour construction d'un nouvel hôpital.

#### Patrimoine industriel historique
Le village de Fures présente un ensemble de canaux et un aqueduc médiéval, une cascade, ainsi que plusieurs bâtiments industriels remarquables tels que les soieries Barlet (bâtiments construits en 1854 avec son usine-pensionnat ayant 240 ouvrières jeunes filles et jeunes femmes en 1865), la façade Art déco des bâtiments des ex-papeteries Lux 1930, les hangars (datant d'avant 1900) et la cheminée des papeteries Guély.

Images du quartier de Fures
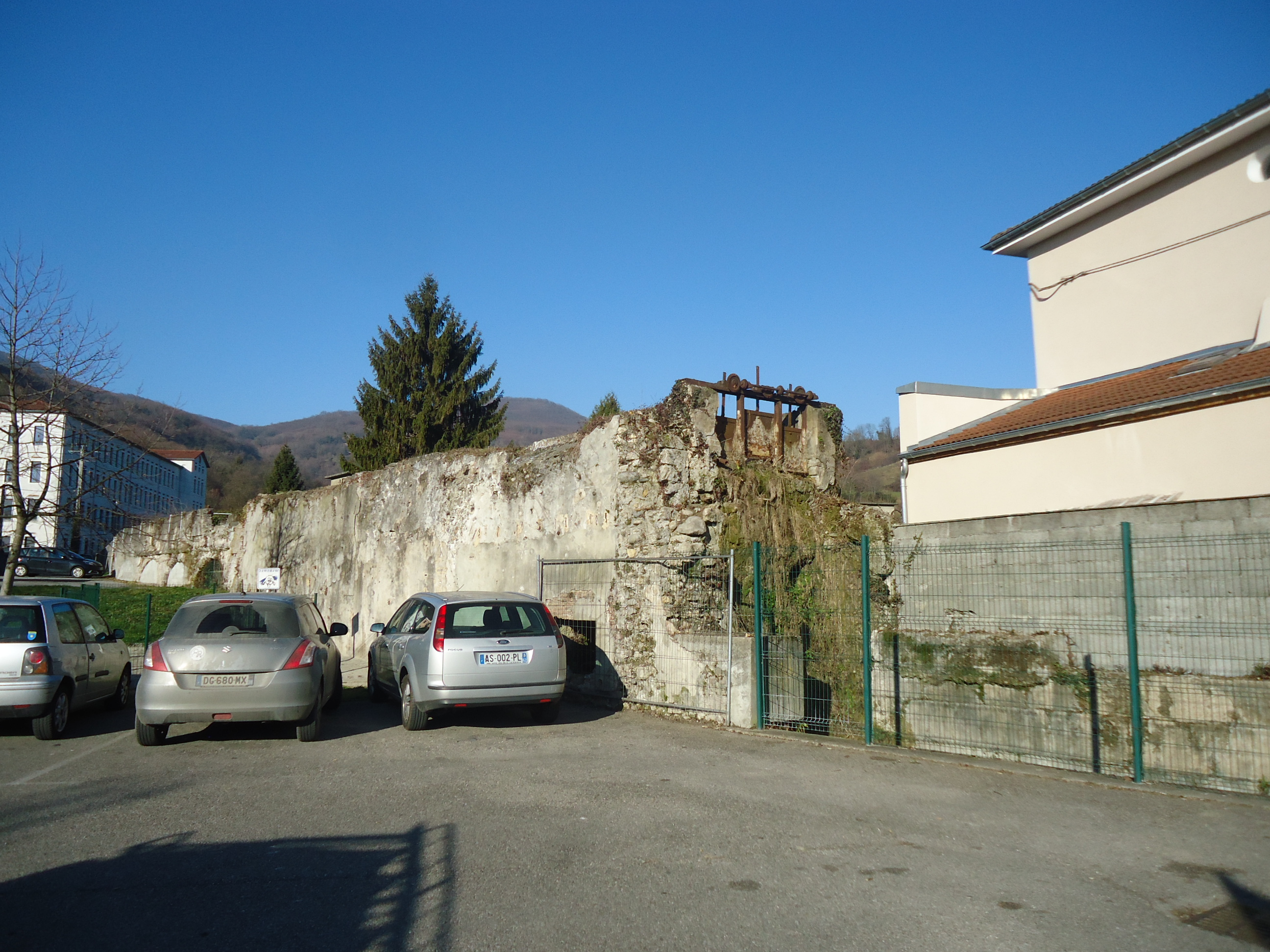
Aqueduc médiéval du canal des Moulins rue des Battoirs hauteur de chute 4 m.
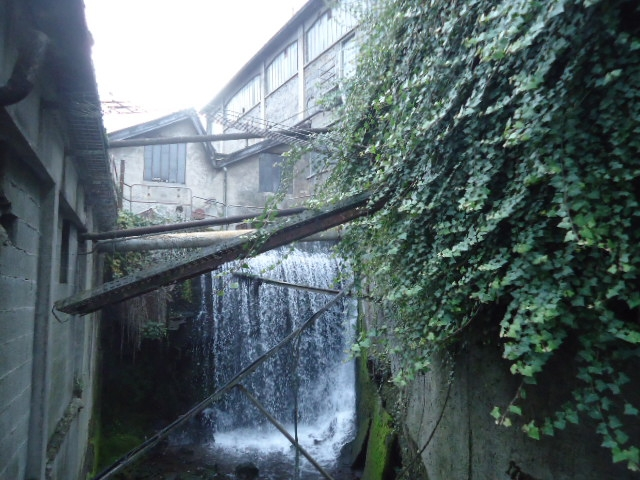
Cascade dans le canal de la Fure près des papeteries Guély.
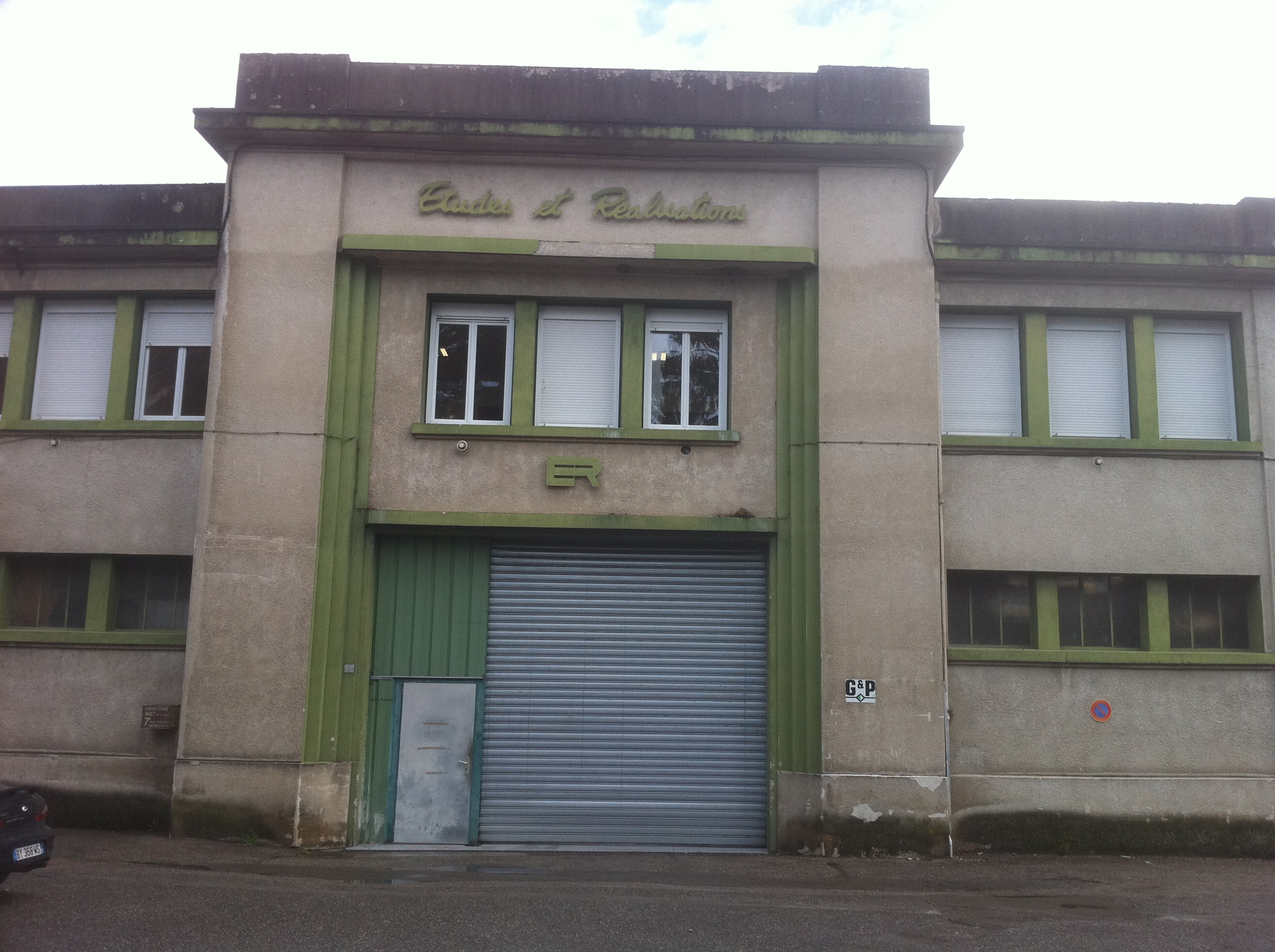
Ex papeteries Le Lux, bâtiments arts-décos la long de la Fure.
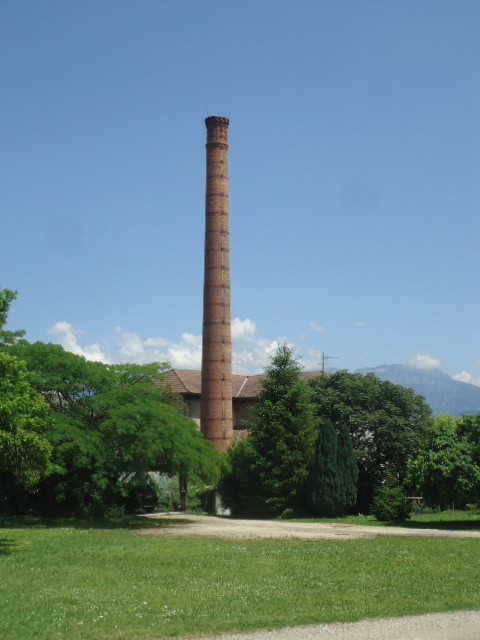
Cheminée des ex Papeteries Guély construite avant 1900.

#### Patrimoine religieux

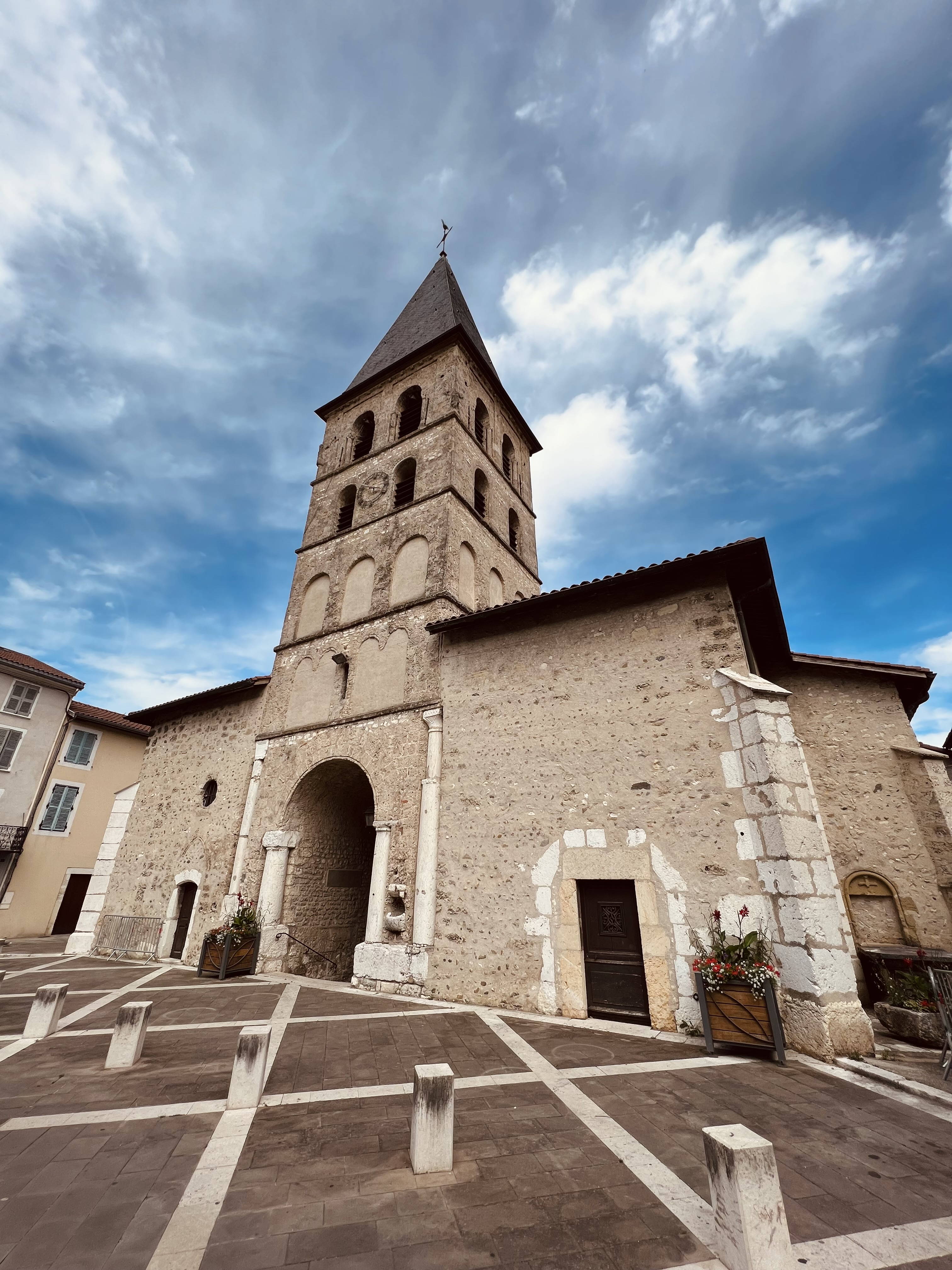
L'église Saint-Laurent-des-Prés.

##### Le prieuré Notre-Dame-de-Grâce
Cet édifice religieux date du XVIIe siècle et il est inscrit partiellement au titre des monuments historiques par arrêté du 1er octobre 1963 : la porte d'entrée du couvent, y compris les vantaux, la façade de la chapelle située du côté de l'entrée, y compris le portail avec ses vantaux, sont les éléments protégés.

##### L'église Saint-Laurent-des-Prés
L'édifice date du XIe au XVe siècle et il fait l'objet d'un classement par arrêté du 3 février 1930 (clocher) et d'une inscription partielle (église à l'exception du clocher) par arrêté du 6 janvier 1965 au titre des monuments historiques.

##### Les autres bâtiments religieux notables
- La chapelle Notre-Dame de l'hôtel-Dieu, de la fin du XVe siècle.
- L'ancien couvent des Minimes de 1606.
- Le site de l'ancienne Chartreuse de Parménie, ancien monastère de l'ordre des Chartreux qui se trouve sur la colline de Parménie, à 749 mètres d’altitude et qui domine le territoire de Tullins se situe sur le territoire de la commune voisine de Beaucroissant.

### Patrimoine naturel

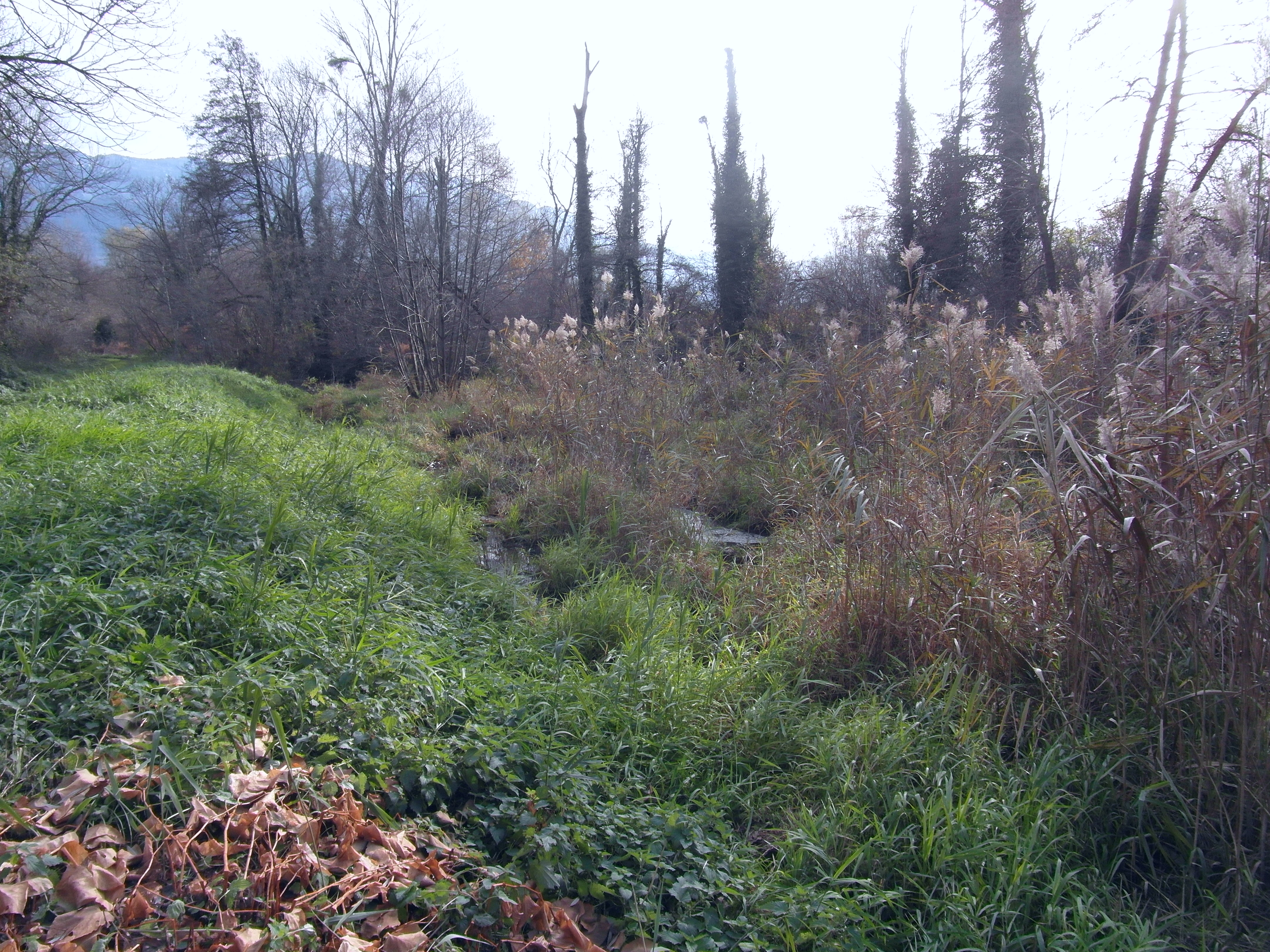
Étang de mai, Espace de la boucle des Moïles

L'espace naturel sensible de la Boucle des Moïles.
La « Boucle des Moïles » est une zone humide qui correspond à l’emplacement d'un ancien méandre de l’Isère dont elle est, de nos jours, totalement coupée, les endiguements et les aménagements hydrauliques successifs ayant contribué à isoler cette boucle du système alluvial actuel.
Les premiers travaux de restauration et d'aménagement de ce site furent entrepris entre 1992 et 1997. Ces travaux ont permis la remise en état de prairies humides, la plantation de haies et d'un conservatoire de noyers, ainsi qu'un aménagement spécifique permettant l'accueil du public avec l'installation de panneaux indicateurs et d'un observatoire.

### Patrimoine et tradition orales

#### Langue régionale

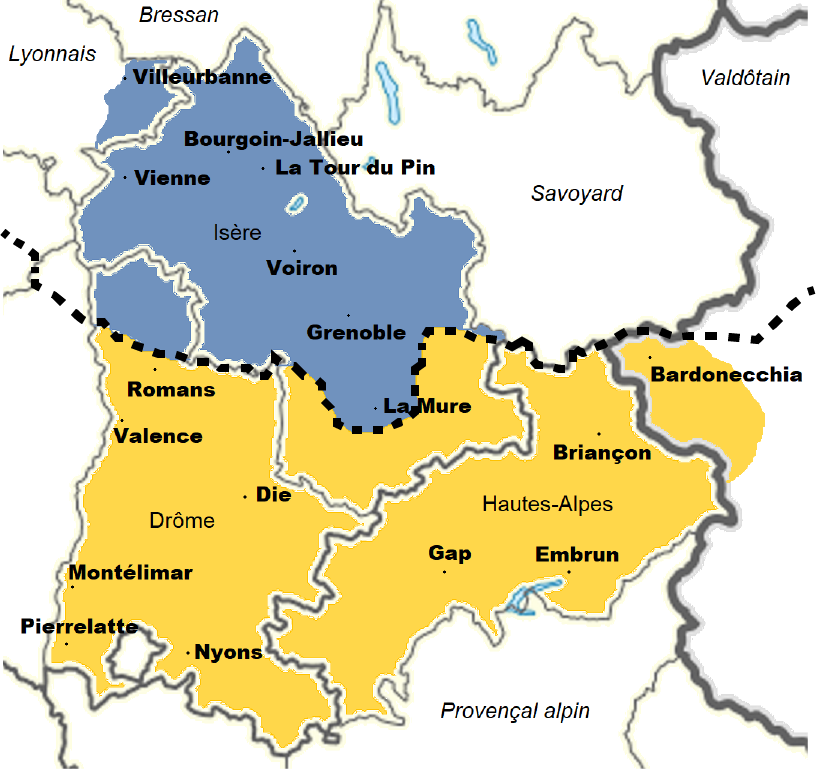
Carte linguistique du Dauphiné : Le dauphinois est un dialecte arpitan parlé dans le nord du Dauphiné. La moitié sud du Dauphiné est quant à elle du domaine linguistique de l'occitan et de son dialecte local, le vivaro-alpin.

Historiquement, sur le plan linguistique, le territoire de Tullins, ainsi que l'ensemble du pays voironnais se situant au nord et au nord-ouest de l'agglomération grenobloise et donc dans la partie centrale de la zone des patois dauphinois, il appartient donc au domaine de la langues dite francoprovençal ou arpitan au même titre que les parlers savoyards, vaudois, Valdôtains, bressans et foréziens.
L'idée du terme, « francoprovençal », attribué à cette langue régionale parlée dans la quart de la France du Centre-Est différente du français, dit langue d'oil et de l'occitan, dit langue d'oc est l'œuvre du linguiste et patriote italien Graziadio Isaia Ascoli en 1873 qui en a identifié les caractéristiques, notamment dans le Grésivaudan, les pays alpins et la vallée de l'Isère, depuis sa source jusqu'à sa confluence avec le Rhône. .

### Patrimoine culinaire

#### La raviole du Dauphiné

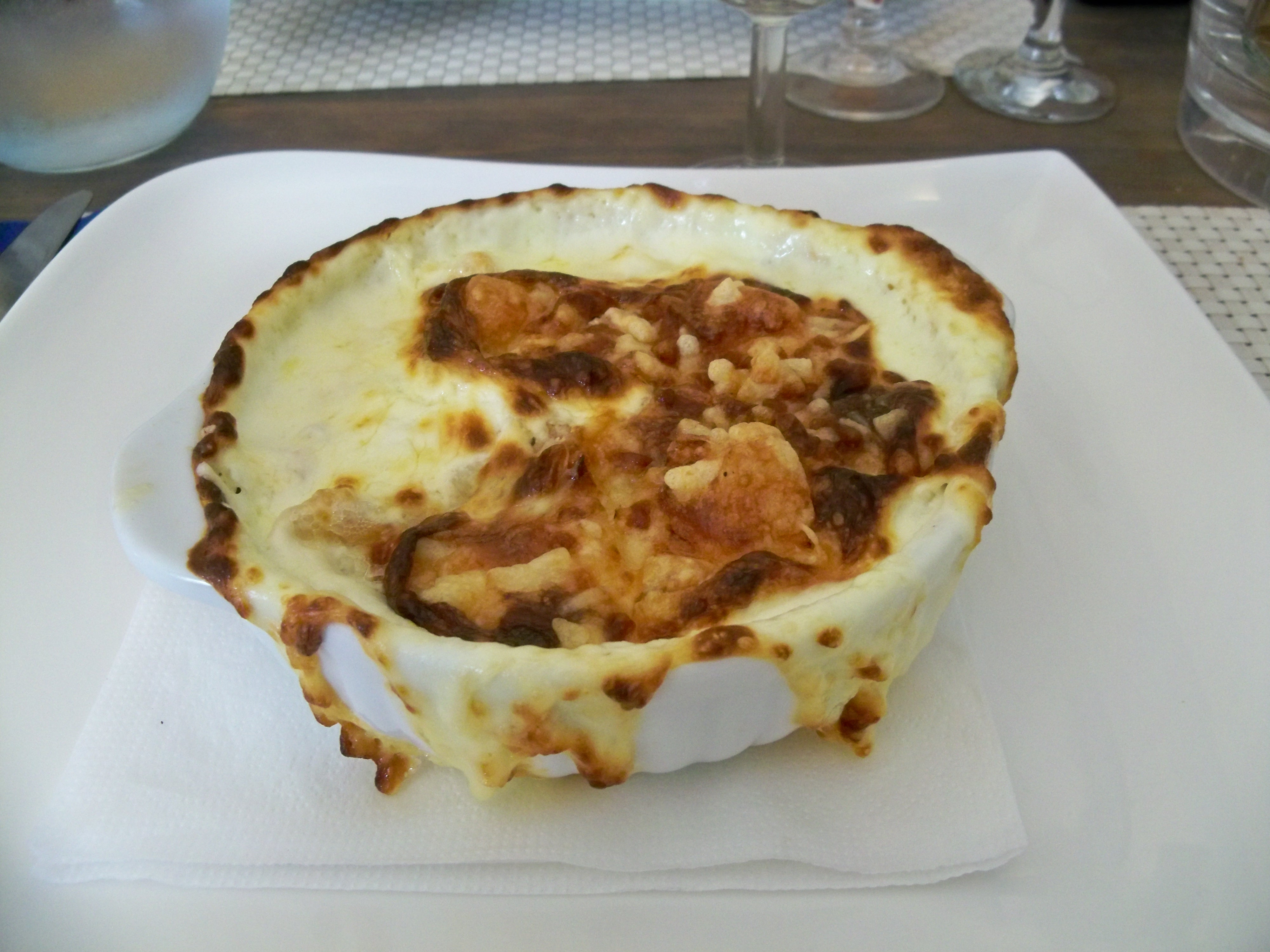
Ravioles en gratin.

Tullins se situe à proximité immédiate de la zone de production des ingrédients essentiels liés à la composition et à la fabrication de la raviole du Dauphiné, celle-ci étant élaborée par la confection d'une pâte de farine de blé tendre avec l'ajout d’œufs et d’eau qui entourent une farce à base de comté ou d'emmental français est-central de fromage blanc de lait de vache et de persil revenu au beurre. De nombreux restaurants locaux proposent ce plat traditionnel à leur menu.

#### Le gâteau au noix
Quelquefois dénommé sous le simple terme de « Dauphinois », cette recette utilise des noix de Grenoble comme ingrédient principal. Le gâteau originel que l’on peut encore trouver dans quelques pâtisseries de Grenoble et dans le bas Grésivaudan est une sorte de tourte fourrée de miel, de caramel et de crème au noix.

#### Autres spécialités
La ville et la région voironnaise sont historiquement liés à des plats tels que le gratin dauphinois, les blettes à la voironnaise.

### Personnalités liées à la commune

#### Personnalités historiques
- Pie VI (né en 1717 - † en 1799), pape de 1775 à 1799. Prisonnier du premier consul Napoléon Bonaparte, le souverain pontife a passé une nuit au château de la Boussinière[96].
- Michel Perret (né en 1813 à Lyon - † en 1900), chimiste. Il achète en 1861 la maison des Chartreux (actuelle mairie) et devient maire de Tullins. Il construit l'hôpital et se consacre à aider les démunis. Encore aujourd'hui, les étudiants tullinois et furatiers les plus méritants sont récompensés par une bourse portant son nom et financée par son héritage.
- Gaston Valois (né en 1888 à Grenoble - † en 1943), médecin et maire de Tullins. Il est, durant la Seconde Guerre mondiale, le chef régional des Mouvements unis de la Résistance. Il préférera se donner la mort plutôt que de livrer le mouvement. Il a reçu la Légion d'honneur à titre posthume.
- Léa Blain (née à Tullins, le 22 mars 1922 et décédée à Villard-de-Lans, le 1er août 1944) est une résistante française, morte exécutée par les soldats allemands durant l'occupation.
- Lucie Baud, morte le 7 mars 1913 à Tullins, ouvrière tisseuse en soierie, pionnière du syndicalisme, fondatrice du syndicat d'ouvrières et ouvriers en soierie. En août 1904, elle est la seule femme à participer en tant que déléguée syndicale au 6e congrès national de l'industrie textile à Reims.

#### Personnalités politiques

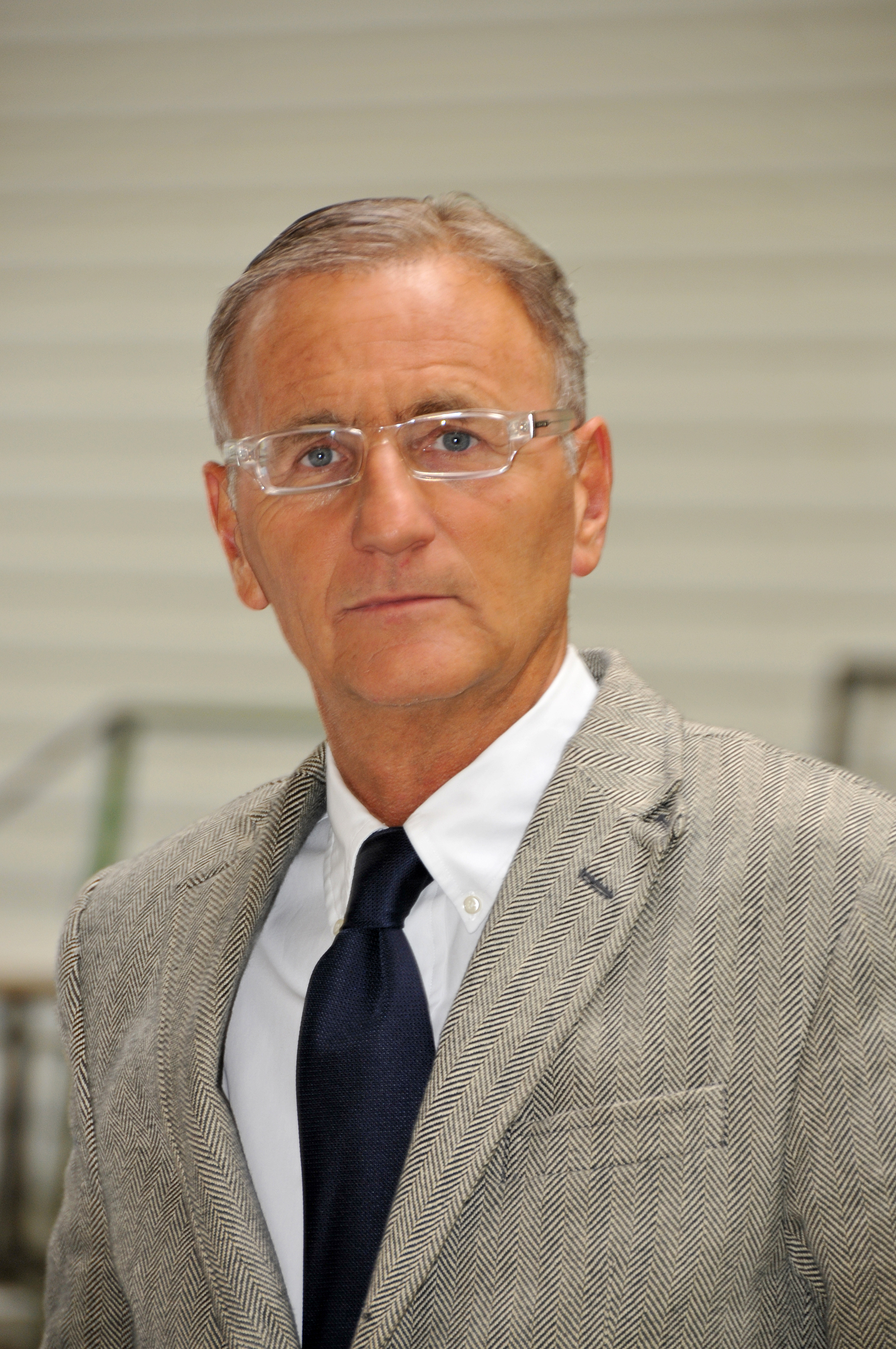
André Vallini.

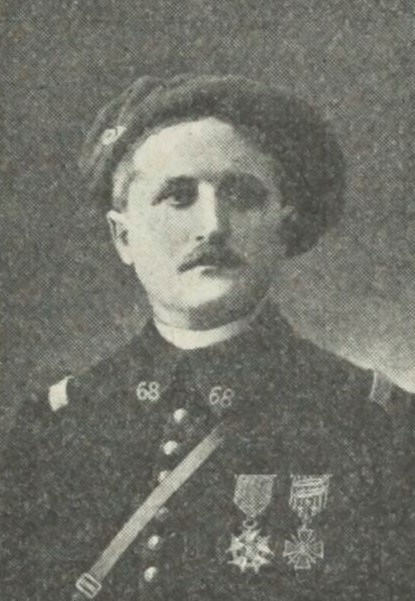
Robert Dubarle, capitaine au 68e BCA.

- Jean-Louis Martin (1791-1878), avocat, homme politique né à Tullins, député de l'Isère de 1837 à 1846.
- Robert Dubarle, né le 16 octobre 1881 à Tullins. Avocat et écrivain, député de l'Isère de 1910 à 1914, mort pour la France le 15 juin 1915 à la tête de sa compagnie du 68e BCA lors de la bataille de Metzeral.
- André Vallini, né le 15 juin 1956 à Tullins (dans le quartier de Fures), avocat et homme politique français, maire de Tullins de 1986 à 2001, président du Conseil général de l'Isère de 2001 à 2014 et secrétaire d'État des gouvernements Manuel Valls et de Bernard Cazeneuve de 2014 à 2017 sous diverses fonctions notamment la réforme territoriale
- Yannick Neuder, né en 1969 à Tullins, cardiologue, homme politique, ministre de la santé dans le gouvernement de François Bayrou

#### Personnalités artistiques et autres

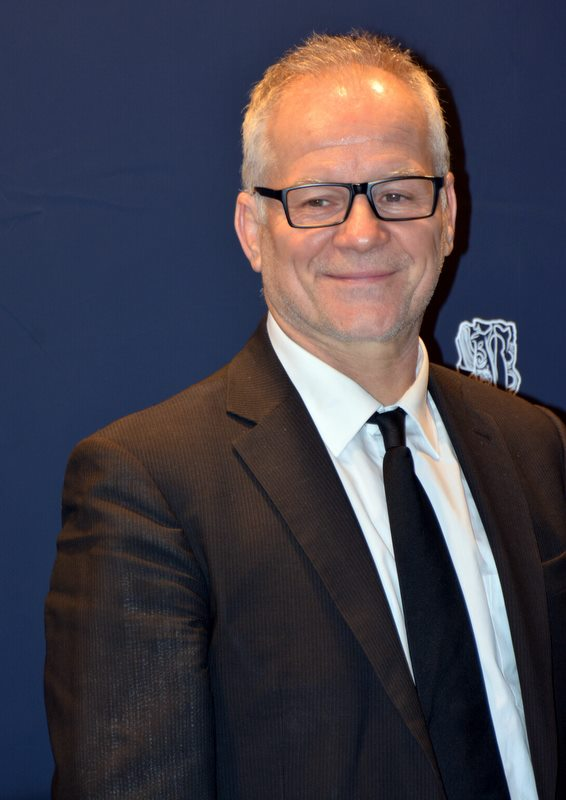
Thierry Frémaux.

- Thierry Frémaux, né à Tullins en 1960, Durant sa jeunesse, il séjournait en vacances chez son oncle et sa tante à Chougnes[97].

Directeur de l'Institut Lumière, délégué général du Festival de Cannes. En 1995, il est nommé directeur artistique au côté du président Bertrand Tavernier avec lequel il organise le centenaire du cinéma et la création d'une collection de livres chez Actes Sud, ainsi que la restauration des films des frères Lumière. Il organise le Festival Lumière à Lyon depuis 2009.

### Dans la littérature
- Stendhal (1783 - 1842) a décrit Tullins dans Mémoires d'un touriste, recueil de récits de voyages, publié à Paris en 1838 en deux tomes. Il a décrit le village de Tullins et de ses environs immédiats, en ces termes :

«  Mais avant d’arriver à Tullins, j’ai trouvé une surprise délicieuse ; par bonheur, personne ne m’avait averti. Je suis arrivé tout à coup à une des plus belles vues du monde. C’est après avoir passé le petit village de Cras, en commençant à descendre vers Tullins. Tout à coup se découvre à vos yeux un immense paysage, comparable aux plus riches du Titien Sur le premier plan, le château de Vourey. À droite, l’Isère, serpentant à l’infini, jusqu’à l’extrémité de l’horizon, et jusqu’à Grenoble....  »
- Gilles Perrault évoque la ville de Tullins dans son roman Le Pull-over rouge, publié en 1978.

### Héraldique, logotype et devise
| Blason de | Blason  | De gueules à deux clefs d'argent passées en sautoir les pannetons en haut Devise / CriDans l'armorial manuscrit de Gilles Le Bouvier = |
| Blason de | Détails | Il s'agit des armes des Clermont-Tonnerre, derniers seigneurs de Tullins.                                                              |

En 1455, dans l'armorial manuscrit de Gilles Le Bouvier, le blason du seigneur de Tullins se lit, sous la légende orthographiée « Le Sr de Tulins » : De gueules au chef émanché de quatre pointes d'or.
En 1898, la ville de Tullins choisit de prendre pour armoiries celles des ducs de Clermont-Tonnerre, remplaçant sur le cimier la couronne ducale par une couronne murale. Les Clermont-Tonnerre ont été seigneurs de Tullins de 1650 à la Révolution.
Origine du blason : au XIIe siècle, Eymard de Clermont-Tonnerre prend la tête des troupes qui vont permettre à l'archevêque de Vienne, Guy de Bourgogne, élu pape sous le nom de Calixte II, de pouvoir s'asseoir sur le trône pontifical qu'a usurpé un nommé Bourdin, mis en place par l'empereur d'Allemagne. En reconnaissance, le pape lui accorde le droit d'utiliser dans son blason les clefs de saint Pierre.

## Pour approfondir
Pierre Darius, Histoire de Tullins, éditions Baudinière, Paris, 1934.
Jean-Jacques Latouille, Les écoles à Tullins-Fures et les Lois Jules Ferry (1601- 1890), L’Harmattan, septembre 2022
Jean-Jacques de Corcelles, article sur Tullins et son canton dans « Dictionnaire des communes de l'Isère », Horvath, 1987[réf. nécessaire]
Jean-Jacques de Corcelles, article sur Tullins dans « Histoire du Dauphiné », Horvath, 1992, (sous la direction de Henri Rougier, directeur de l'institut de géographie alpine de Grenoble)[réf. nécessaire]
Robert Mazin et Jean-Jacques de Corcelles, La Noix et le Noyer, Edisud, 1995[réf. nécessaire]
Collectif Tullins, regard sur le passé, Tullins, les Amis du vieux Tullins, 2015, 400 p.